# Aeropuerto Internacional Ministro Pistarini
El Aeropuerto Internacional Ministro Pistarini (FAA: EZE – IATA: EZE – OACI: SAEZ), conocido comúnmente como Aeropuerto Internacional de Ezeiza, es una terminal aérea internacional que sirve al área metropolitana de Buenos Aires, Argentina. Se encuentra la localidad homónima, dentro del municipio de Ezeiza, a 35 km del centro de la capital del país. La categoría OACI es 4F.
Es la principal entrada directa de vuelos internacionales de larga distancia al país, ya que las conexiones de cabotaje y regionales operan en su mayoría desde el Aeroparque Jorge Newbery, lo que la convierte en la terminal aérea más grande y moderna de la Argentina. Recientemente recibió una calificación superior a los 8 puntos sobre 10 en la evaluación de AirHelp Score 2019, que le valió el puesto 20.º en esta clasificación.
Actualmente es la base de operaciones de Aerolíneas Argentinas a nivel internacional. Asimismo, es sede de la Estación Aeronaval de Ezeiza de la Armada Argentina.
Inaugurado en 1949, fue durante tres años la base aérea más grande del mundo. Opera con varias aerolíneas. Dada su ubicación geográfica en el sur del continente y tamaño de mercado, una parte importante de sus vuelos a destinos como Canadá, Europa, Asia y África son con escala en ciudades intermedias como São Paulo o Río de Janeiro.

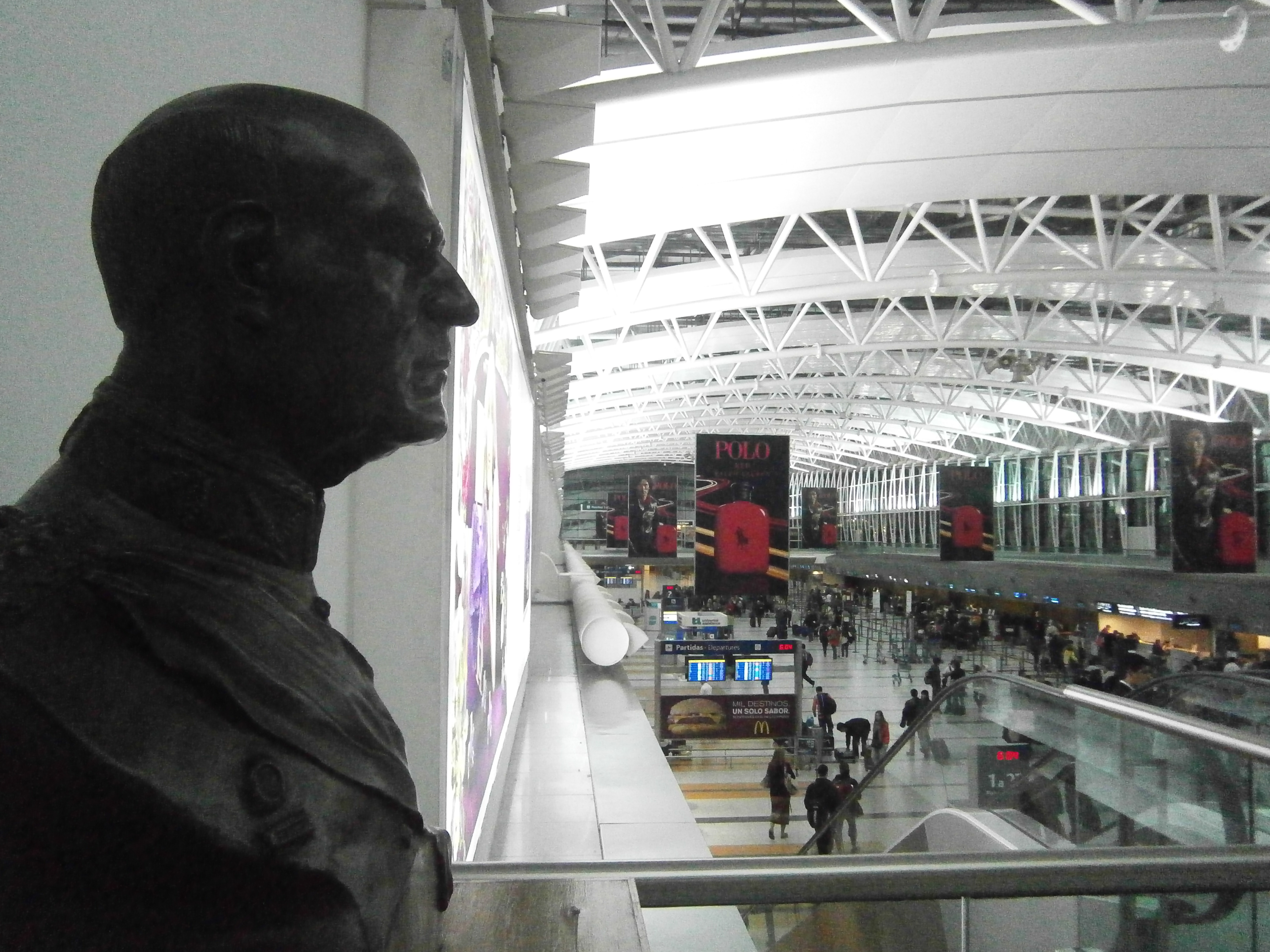
Busto en homenaje al ministro Juan Pistarini (Aeropuerto Internacional de Ezeiza).

## Historia
El proyecto para el aeropuerto se debe al general Juan Pistarini, quien había presentado el proyecto para su construcción siendo ministro de Obras Públicas. El trazado se aprobó por la Ley 12.285, el 30 de septiembre de 1935, pero aún quedaba por definir el terreno en donde se iba a construir. Iba a ser el aeropuerto más grande del mundo y las opciones eran: donde actualmente está el complejo de Dársena Sur, en la aún no construida avenida General Paz y el propio Río de la Plata.
Se colocaron cuatro estaciones meteorológicas y dieron como resultado que cuando había mal tiempo o niebla la localización era indiferente. Así se buscaron otros terrenos y finalmente se eligió el terreno que ocupa en la actualidad. La razón para esta elección fue principalmente que era subrasante (abajo había tosca) y eso permitía prescindir del pedregullo. El suelo de ese tipo economizaba millones de pesos y muchos meses de trabajo aunque la zona era propensa a la niebla, a pesar de que estos factores climáticos nunca han interferido en la operación normal del aeropuerto.
En 1944, siendo vicepresidente de Edelmiro Julián Farrell, el propio Pistarini reglamentó los terrenos procedió a expropiar 7000 ha en uno de los lugares más baratos, anteriormente propiedad de la Estancia "Los Remedios". Su construcción se inició el 22 de diciembre de 1945, cuando se colocó la primera piedra y terminarlo tomó casi cuatro años. Lleva el nombre de Ministro Pistarini en honor al principal impulsor del proyecto.
Fue inaugurado oficialmente el 30 de abril de 1949, durante la primera presidencia de Juan Domingo Perón, y tal cual se había adelantado, el Aeropuerto Internacional de Ezeiza fue por varios años el más grande del mundo en términos de superficie.
Hoy concentra el 85 % del tráfico internacional de Argentina, al que se dedica casi en forma exclusiva, puesto que los servicios nacionales utilizan preferentemente el céntrico Aeroparque Jorge Newbery. En el momento de su inauguración contaba con tres pistas: de 3300 x 80 m, 2900 x 70 m y 2200 x 30 m respectivamente, en una superficie de 3475 ha y una aerostación de 7,1 ha. Las tres pistas se cruzan de tal modo que en su centro forman un triángulo equilátero. Este tipo de trazado que se utilizaba en la época debido a la mayor dependencia de la dirección del viento en las operaciones.
El 28 de septiembre de 1998, la empresa Aeropuertos Argentina 2000 se hizo cargo del aeropuerto, en el marco de la privatización del Sistema Nacional Aeroportuario.
En 1998 la subsidiaria local de ADB (actualmente una compañía de Siemens AG) instaló un sistema de control y monitoreo de luces individual. Posteriormente tuvo a su cargo la renovación de las dos principales pistas: la 11/29 y la 17/35. La pista 05/23 se dejó de utilizar. 
El sistema de iluminación del aeropuerto fue equipado con un nuevo sistema de aproximación, nuevas luces indicadoras de inicio y final de pista, una completa zona de aterrizaje y un sistema de línea central, sistemas PAPI, nuevas luces laterales y centrales para las calles de rodaje, nuevos reguladores constantes de corriente eléctrica y nuevos transformadores. Las obras en el cruce de ambas pistas fueron un gran desafío, ya que se llevaron a cabo sin interrumpir las operaciones de tráfico aéreo. Como resultado de las obras, desde diciembre de 2002, ambas pistas de aterrizaje fueron recategorizadas a la CAT IIIa por la OACI. El siguiente paso fue la instalación de un nuevo ALCS (Airfield Lighting and Control System o Sistema de Iluminación y Control del Aeropuerto) y una actualización al sistema de control y monitoreo de luces individual (de una versión DOS a una interfaz basada en el sistema operativo Windows).
En la 12.ª edición del World Travel Awards (2005) que se realizó en Londres, ha sido distinguido como el mejor aeropuerto de Sudamérica.
En septiembre de 2009 comenzó la construcción de "Ezeiza 2009", diseñado por el estudio MSGSSS. En la primera etapa del proyecto se demolieron depósitos y la antigua terminal de cargas para dar lugar al sector de cabotaje e internacional de Aerolíneas Argentinas de la nueva terminal C, que debió estar operativo para octubre de 2010, momento en el cual el Aeroparque Jorge Newbery cerró por tareas de mantenimiento.
Posteriormente se demolería la Terminal B para la construcción de áreas de facturación y el nuevo espigón internacional, se terminó de la nueva terminal B el sector de pre-embarque el cual incluye 3 posiciones especiales con múltiples pasarelas telescópicas para atender al Airbus A380. Posteriormente se ampliará y remodelará el área estéril de la Terminal A, permitiendo separar en dos plantas el flujo de pasajeros que parten de aquellos que arriban. En la última etapa se construyó un nuevo estacionamiento subterráneo de características similares al que posee actualmente la Terminal A pero con mayores comodidades, como una capacidad sensiblemente mayor y una conexión por túnel al edificio terminal. El aeropuerto de Ezeiza puede atender a 13 millones de pasajeros por año.
En 2014, un estudio realizado entre más de 90 000 usuarios de eDreams, compañía de viajes en Internet, determinó que la sala vip de Aerolíneas Argentinas, el Salón Cóndor, en la Terminal C del aeropuerto de Ezeiza, se encontraba séptima entre los diez puestos mundiales y el primero en América Central y del Sur.
En mayo de 2015, tres legisladores de la provincia de Salta solicitaron ante la Cámara de Diputados de la Nación Argentina que el aeropuerto sea renombrado como Aeropuerto Internacional Islas Malvinas. Ya en 2012 otro diputado nacional, había presentado un proyecto de ley pidiendo que el aeropuerto se llamase Malvinas Argentinas.

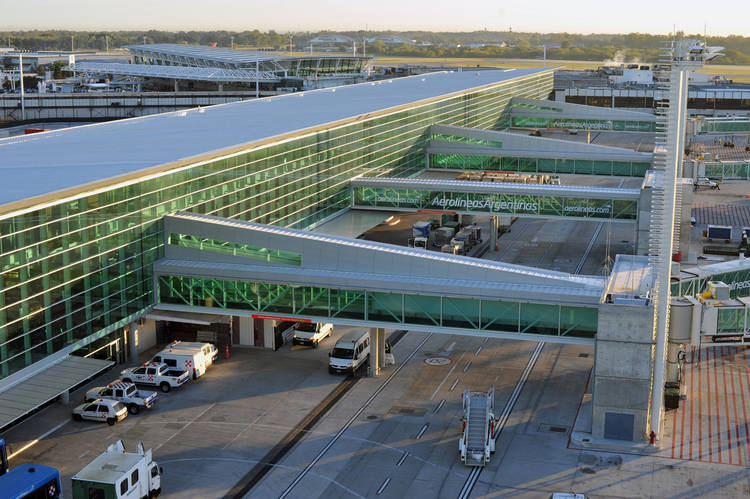
Ampliación realizada en 2013.

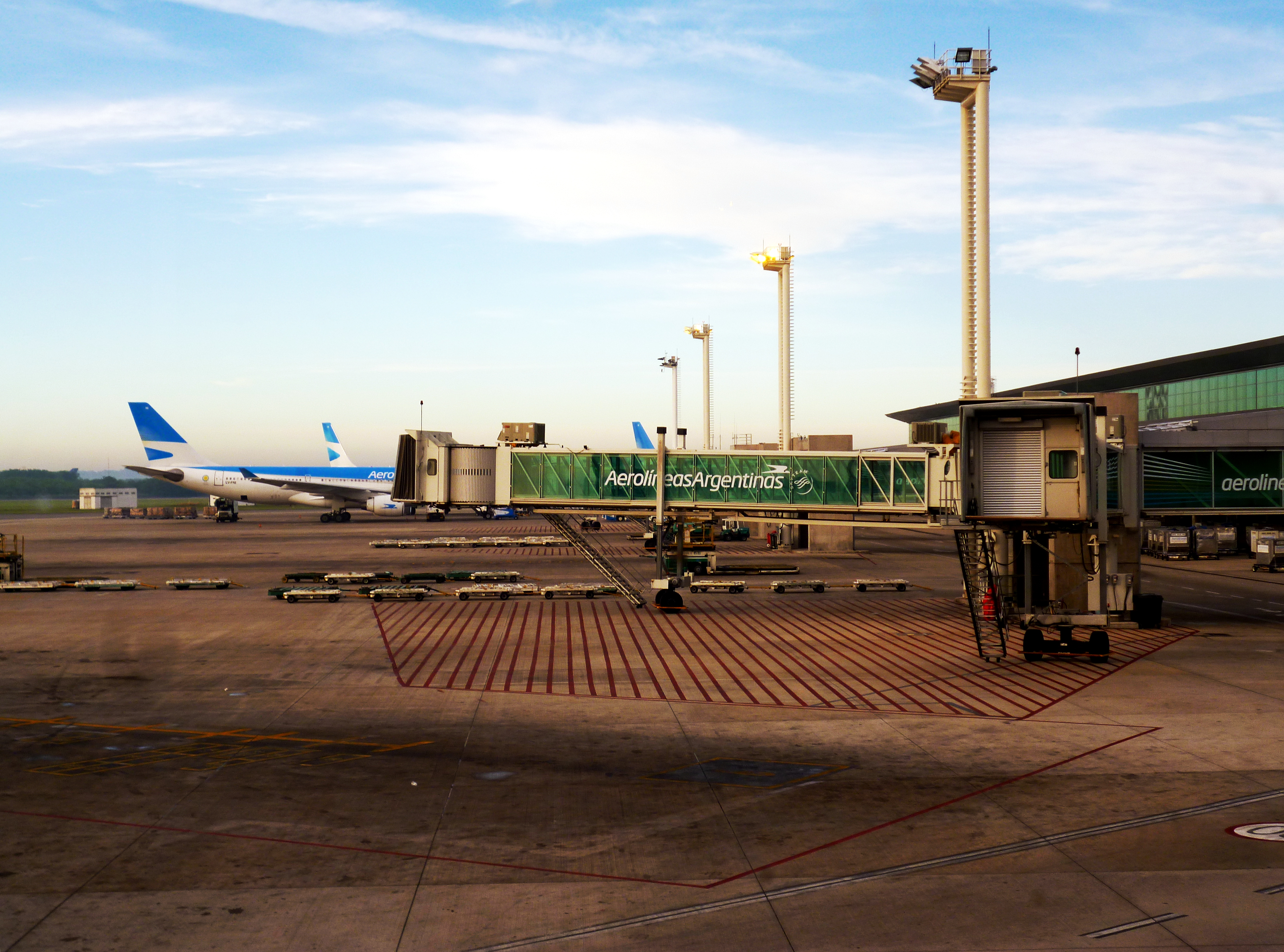
Se sumaron nuevas posiciones con mangas capaz de recibir al A380.

## Ampliaciones

### Modernización 2009-2015
En septiembre de 2009 comenzó la construcción de "Ezeiza 2009", diseñado por el estudio MSGSSS. En la primera etapa del proyecto se demolieron depósitos y la antigua terminal de cargas para dar lugar al sector de cabotaje e internacional de Aerolíneas Argentinas de la nueva terminal C, que debió estar operativo para octubre de 2010, momento en el cual el Aeroparque Jorge Newbery cerró por tareas de mantenimiento. Posteriormente se demolería la Terminal B para la construcción de áreas de facturación y el nuevo espigón internacional, la nueva terminal B el sector de preembarque el cual incluye 3 posiciones especiales con múltiples pasarelas telescópicas para atender al Airbus A380. Posteriormente se ampliará y remodelará el área estéril de la Terminal A, permitiendo separar en dos plantas el flujo de pasajeros que parten de aquellos que arriban. En la última etapa se construyó un nuevo estacionamiento subterráneo de características similares al que posee actualmente la Terminal A pero con mayores comodidades, como una capacidad sensiblemente mayor y una conexión por túnel al edificio terminal. El aeropuerto de Ezeiza puede atender a 13 millones de pasajeros por año con la construcción de una pista secundaria en Ezeiza y se habilitó una nueva conexión vial y peatonal que agiliza el paso entre terminales-
En agosto de 2015, el ministro del Interior y Transporte, Florencio Randazzo inauguró las primeras puertas equipadas con tecnología biométrica en el aeropuerto de Ezeiza.

### Modernización 2017-Actual
En enero de 2017, el ministro del Interior, Rogelio Frigerio, presentó el sistema de Información Anticipada de Pasajeros que permite agilizar los tiempos de trámites migratorios y obtener información precisa sobre los antecedentes delictivos penales de los pasajeros que ingresan al país.
En marzo de 2018, el gobierno argentino presentó un plan de inversión de 15000 millones $ con el fin de transformar el Aeropuerto Internacional de Ezeiza.
Las ampliaciones en detalle:
- La finalización de la nueva torre de control de 109 metros.
- Nuevo estacionamiento multinivel de 64 300 m² con 800 lugares de estacionamiento. Inversión de: 750 millones de dólares.
- Nuevas Vialidades. Inversión de: 200 millones de dólares.
- Nuevo Edificio de Partida de 39 800 m². Inversión de: 3200 millones de dólares.
- Nuevo Edificio de Arribo de 65 700 m². Inversión de: 3900 millones de dólares.
- Nuevos sectores de embarques de 37 330 m². Inversión de: 1170 millones de dólares.
- Conector entre la Terminal de Partida y de Arribo de 16 000 m². Inversión de: 520 millones de dólares.
- La Terminal "A" se transformaría como Terminal Nacional.
- Puestos de self check-in de 32 a 64.

En abril de 2018 se rehabilita la pista principal 11-29. En octubre de 2018 se inaugura en la ex-cabecera 05 diecinueve nuevas posiciones para aeronaves clases "C" y 7 para clase "F".[cita requerida]

## Accesos
La dirección del Aeropuerto Internacional Ministro Pistarini es: Autopista Riccheri km 33 500 Ezeiza B1802EZE.
- Automóvil: su único acceso se realiza por la Autopista Teniente General Pablo Riccheri y los principales empalmes son: Autopista Ezeiza-Cañuelas, RP 4 "Camino de Cintura", Avenida General Paz y Avenida Teniente General Luis J. Dellepiane. Este último empalma con la autopista 25 de Mayo que conduce hacia el centro de la ciudad de Buenos Aires y ambos constituyen el acceso más directo.
  - 16 900 m² Estacionamiento Cubierto Multinivel (585 vehículos)
  - 31 095 m² Estacionamiento Descubierto (1195 vehículos)
- Colectivo : la línea 8 tiene ramales que se dirigen al Aeropuerto Internacional Ministro Pistarini.[14] Existe un ramal rápido por autopista que conecta Plaza de Mayo con la terminal aérea en una hora,[15][16] y un ramal común, que inicia en Facultad de Ingeniería y pasa por Plaza de Mayo y Liniers.
- Ferrocarril: Se puede utilizar el ramal Ezeiza de la Línea General Roca que parte desde la estación Plaza Constitución en Buenos Aires, el que luego se debe combinar con los colectivos 394 (desde la estación Monte Grande) o bien 518 (desde la estación de trenes Ezeiza). Los colectivos son económicos, pero no poseen compartimentos para el equipaje.
- Remis: hay varias compañías que ofrecen el servicio de traslado desde y hacia el aeropuerto.
- Taxi: desde la ciudad de Buenos Aires se puede utilizar cualquier taxi (el peaje es aparte). En el Aeropuerto Internacional Ministro Pistarini el servicio también es prestado por la Municipalidad de Ezeiza (con el peaje incluido).[17]
- Aplicaciones de transporte: las aplicaciones Cabify y Uber prestan servicio en el Aeropuerto de Ezeiza.[18]

## Terminales
El Aeropuerto Internacional de Ezeiza cuenta con tres terminales de pasajeros (A,B y C) y una de cargas (TCA). 

### Terminal A

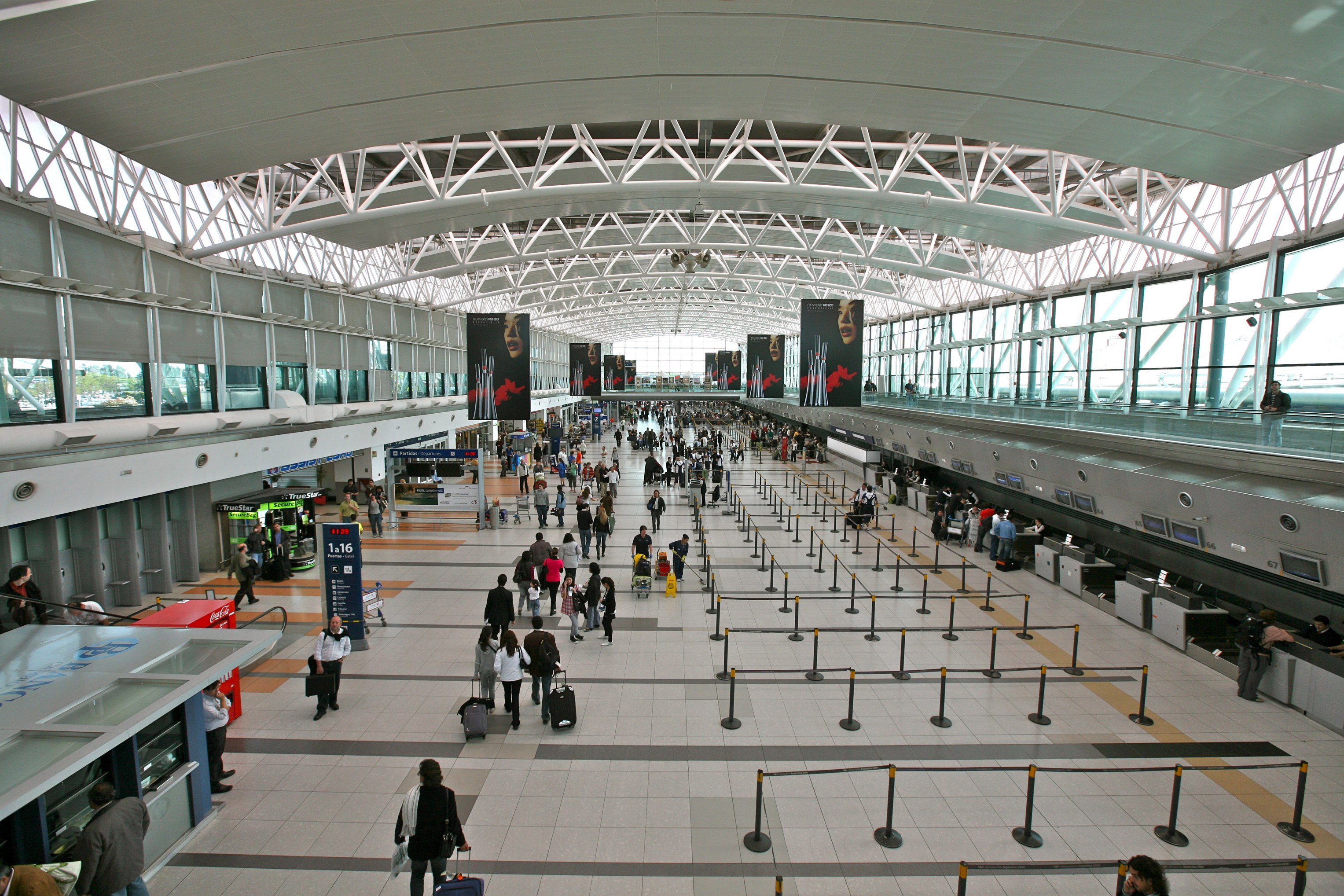
Terminal A

Inaugurada en el año 2000, es utilizada por casi todas las aerolíneas internacionales que operan en el aeropuerto (excepto las compañías de SkyTeam)
Esta terminal es la más completa y variada de las 3 que conforman el aeropuerto. Cuenta con varios restaurantes, bares, cafés, farmacia, tiendas de recuerdos, librerías, conexión wifi gratis, servicio de renovación de pasaporte, casa de Correo Argentino, kioscos entre otros.

### Terminal B

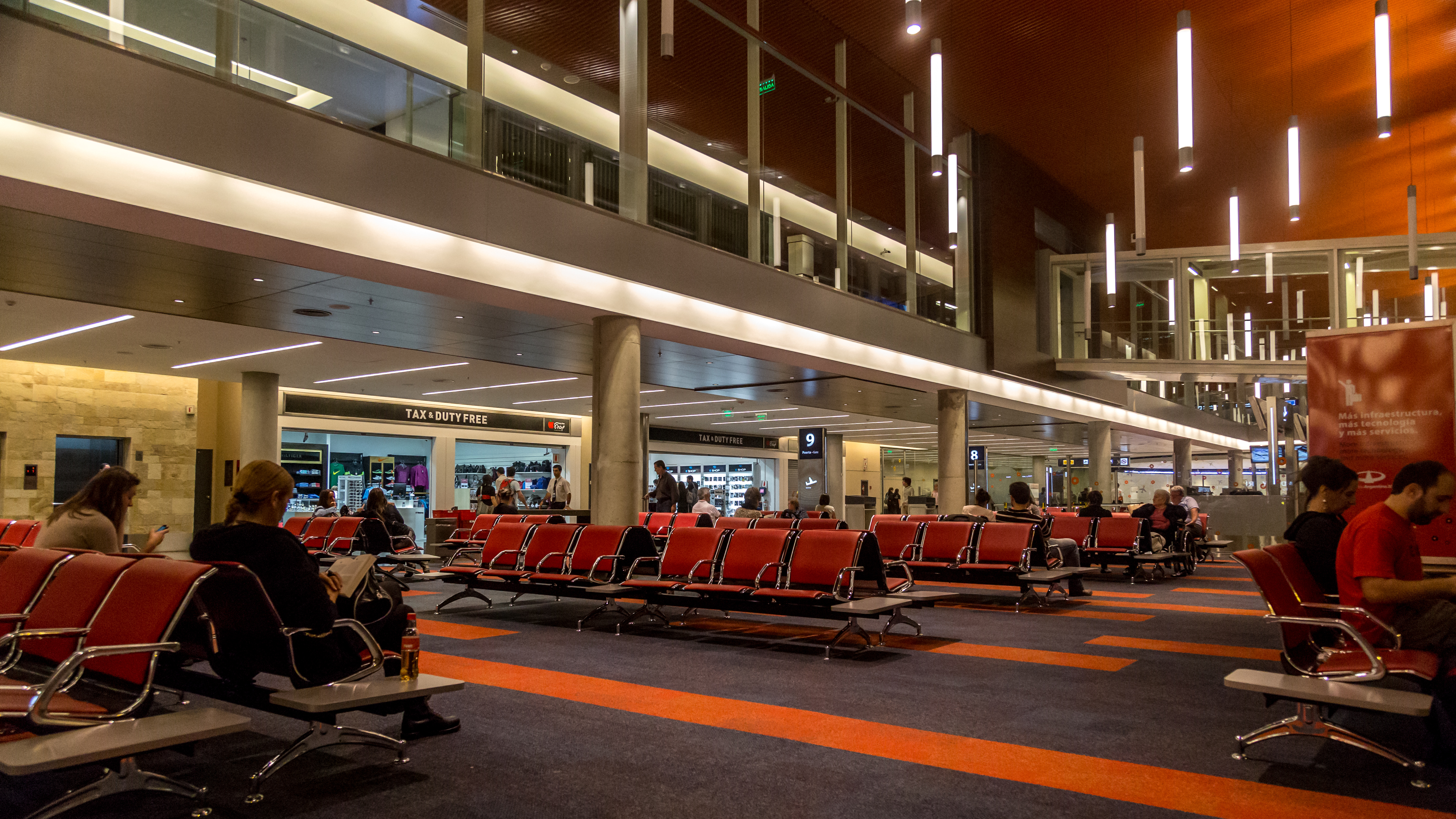
Terminal B

Actualmente en remodelación. Solo fue inaugurada su área de pre-embarque en 2013. Planes para 2016 son los que actualmente se estiman para la finalización de las áreas restantes. Tanto de embarque, como de arribos.
En marzo de 2013 se inauguró la nueva Terminal B, que representa una inversión de 570 millones de pesos. Tras 17 meses de obra, se duplicó así la capacidad operativa del aeropuerto. El sector cuenta con 42 300 m² de plataforma, cinco mangas de embarque, 28 795 m² cubiertos en la terminal, 720 m² para servicios comerciales y gastronómicos, 20 puestos de check-in, 34 de migraciones y 376 posiciones adicionales de estacionamiento. Además, se agregaron 5391 m² de preembarque internacional, 2290 m² en el hall de arribos y 200 m² más para salas vip.
Cuando el proyecto esté concluido en su totalidad, Ezeiza tendrá capacidad para atender 13 millones de pasajeros anuales y realizar 90 000 operaciones también en ese plazo. Además contará con 186 000 m² de plataforma, 21 pasarelas telescópicas, 4800 cocheras y 200 puestos de check-in. Tendrá capacidad para procesar 4000 pasajeros en hora pico y, de esta forma, satisfacer el crecimiento inmediato y futuro.

### Terminal C
Utilizada por Aerolíneas Argentinas y Austral Líneas Aéreas (solo vuelos nacionales) para los arribos y partidas de sus vuelos de cabotaje y para las partidas de los vuelos internacionales. También es utilizada para las partidas de los vuelos de las compañías de la alianza SkyTeam -ITA Airways - Air France - Delta Air Lines - KLM, excepto Air Europa y Aeroméxico.
La terminal C “Mercedes Sosa” se inauguró el 9 de julio de 2011. Esta terminal está ubicada en el mismo sector donde estaba la denominada herradura, la cual fue demolida por el arquitecto Leiton. La nueva terminal posee una superficie de 21 000 m² y agrega al aeropuerto 8 mangas de embarque, 2500 estacionamientos, cintas de equipaje propias, posiciones de rayos X, 12 puestos de migraciones, más de 600 asientos en el área de preembarque, un nuevo puente sobre la autopista Ricchieri (acceso exclusivo a la terminal de cargas) y un moderno sistema de salvamento e incendios.
La construcción de esta nueva terminal de pasajeros formó parte de un proyecto más amplio para dotar al aeropuerto de mayor seguridad, infraestructura, servicios y tecnología. El proyecto fue concluido en 2013, dotando a Ezeiza con la capacidad para atender 13 millones de pasajeros y realizar 90 000 operaciones por año.
En esta Terminal realizan las partidas todos los vuelos de Aerolíneas Argentinas (Nacionales e Internacionales), como así también las compañías KLM, Alitalia, Air France y Delta, con quienes la aerolínea local comparte la alianza SkyTeam y con quienes comparte su exclusividad en dicho edificio.

### Nueva Terminal "Zeppelin"
Esta nueva terminal, que reemplazará las terminales A y C se vio suspendida en su construcción en septiembre de 2019 tras un derrumbe en la obra que derivó en el fallecimiento de un operario.
El edificio, que convertirá a Ezeiza en uno de los más modernos de América Latina, se desarrolla en tres niveles: posee un frente de 250 m y tiene 4500 m² de superficie total. La planta baja contará con 165 puestos de check-In, distribuidos en 5 volúmenes, y 128 puestos de self-check-in, ubicados entre las 5 islas.
El nivel superior, donde se localizarán las áreas de control de seguridad y migratorio, se desarrolla como un edificio con forma de “Zeppelin” insertado dentro de la estructura externa que envuelve todo el conjunto.
Por último, contara con un subsuelo para áreas operativas de manejo de equipaje con sistemas automatizados y de control de última generación. El nuevo edificio consolidará en etapas la operación de todas las líneas aéreas en una sola terminal.
En agosto de 2022 se retomaron las obras, completas a esa altura en un 80 %. Desde el Ministerio de Transporte aseguraron que la terminal será finalizada en 2023. La nueva Terminal de Partidas finalmente fue inaugurada el 17 de abril de 2023.

## Infraestructura
- Área de pistas: 483 897 m²

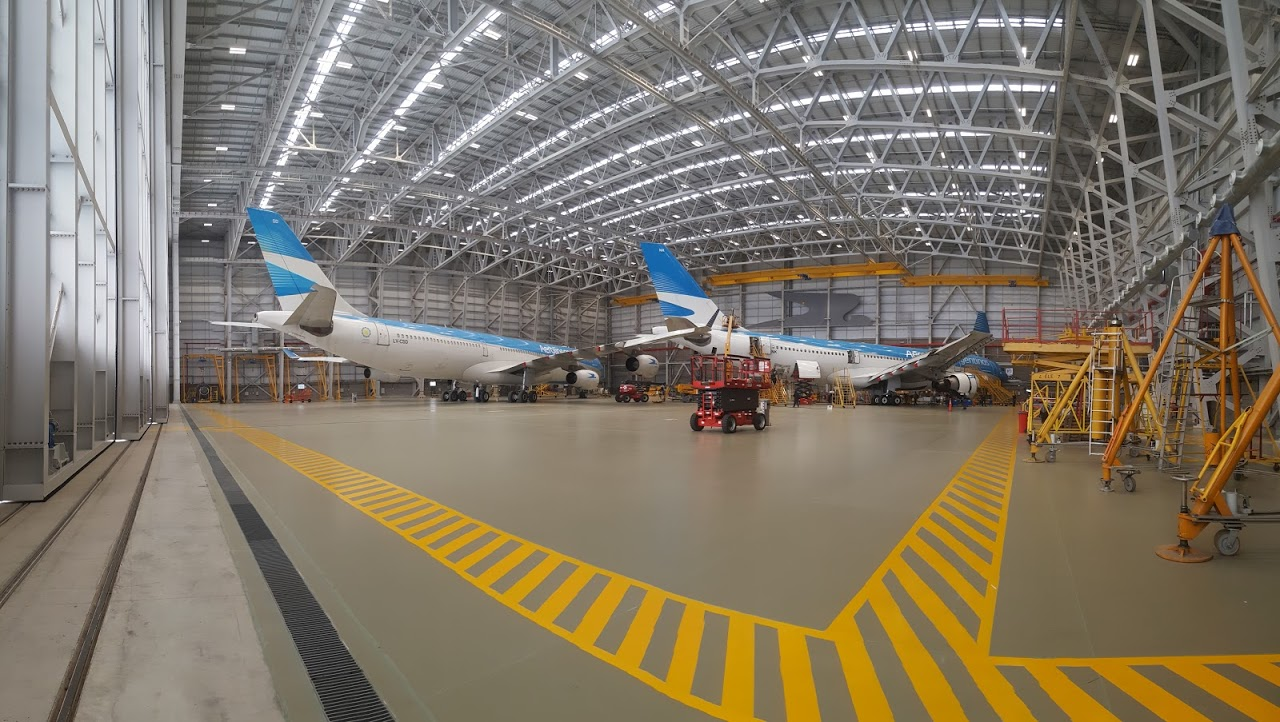
Hangar 5 de Aerolíneas Argentinas

- Área de calles de rodaje: 298 720 m²
- Plataformas: 515 900 m²
- Sector de mantenimiento: 15 000 m²
- Hangares: 5[25]
- Pistas de aterrizajes y despegues: 2
- Mangas telescópicas: 20
- Posiciones remotas: 25

El aeropuerto tiene la capacidad para atender al superjumbo Airbus A380 en el hangar 5.

## Destinos y aerolíneas
| Aerolíneas Argentinas 29 destinos            | Nacionales (23): Bahía Blanca / Comodoro Rivadavia / Córdoba / El Calafate / La Rioja / Mendoza / Neuquén / Posadas / Puerto Iguazú / Puerto Madryn / Resistencia / Río Gallegos / Río Grande / Rosario / Salta / San Carlos de Bariloche / San Juan / San Martín de Los Andes / San Miguel de Tucumán / San Salvador de Jujuy / Santiago del Estero / Trelew / Ushuaia Internacionales (6): Cancún / Madrid / Miami / Punta Cana / Roma / Santiago de Chile | SkyTeam       |
| Aeroméxico 1 destino                         | Internacional (1): Ciudad de México | SkyTeam       |
| Air Canada 2 destinos                        | Internacionales (2): São Paulo / Toronto | Star Alliance |
| Air Europa 1 destino                         | Internacional (1): Madrid | SkyTeam       |
| Air France 1 destino                         | Internacional (1): París | SkyTeam       |
| American Airlines 3 destinos                 | Internacionales (3): Dallas / Miami / Nueva York | Oneworld      |
| Arajet 2 destinos                            | Internacional (2): Punta Cana, Santo Domingo (reinicia el 12 de diciembre de 2025) | N/A           |
| Avianca 2 destinos                           | Internacionales (2): Bogotá / Medellín | Star Alliance |
| Avianca 3 destinos                           | Internacionales (3): Guayaquil / San José / Quito | Star Alliance |
| Boliviana de Aviación 1 destino              | Internacionales (1): Santa Cruz de la Sierra | N/A           |
| British Airways 2 destinos                   | Internacionales (2): Londres / Río de Janeiro | Oneworld      |
| China Eastern Airlines 2 destinos            | Internacionales (2): Auckland / Shanghái (Inician diciembre del 2025) | SkyTeam       |
| Copa Airlines 1 destino                      | Internacional (1): Ciudad de Panamá | Star Alliance |
| Delta Air Lines 2 destinos                   | Internacionales (2): Atlanta / Nueva York | SkyTeam       |
| Emirates 2 destinos                          | Internacionales (2): Dubái / Río de Janeiro | N/A           |
| Ethiopian Airlines 2 destinos                | Internacionales (2): Adís Abeba / São Paulo | Star Alliance |
| Flybondi 15 destinos                         | Nacionales (10): Comodoro Rivadavia / Córdoba / El Calafate / Mendoza / Neuquén / Puerto Iguazú / Salta / San Carlos de Bariloche / San Salvador de Jujuy / Ushuaia Internacionales (5): Encarnación (Inicia 24 de agosto del 2025) / Florianópolis / Maceió (Inicia 15 de diciembre del 2025) / Río de Janeiro / Salvador de Bahía (Inicia 15 de diciembre del 2025)                                                                                        | N/A           |
| GOL 8 destinos                               | Internacionales (8): Brasilia / Florianópolis / Fortaleza / Joao Pessoa / Maceió / Natal / Porto Seguro / Río de Janeiro | N/A           |
| Iberia 1 destino                             | Internacional (1): Madrid | Oneworld      |
| ITA Airways 1 destino                        | Internacional (1): Roma | SkyTeam       |
| JetSmart Argentina 12 destinos               | Nacionales (8): El Calafate / Mendoza / Neuquén / Puerto Iguazú / Salta / San Carlos de Bariloche / San Miguel de Tucumán / Ushuaia Internacionales (4): Natal (Inicia 30 de diciembre del 2025) / Recife / Río de Janeiro / Santiago de Chile | N/A           |
| JetSMART Chile 1 destino                     | Internacional (1): Santiago de Chile | N/A           |
| KLM 2 destinos                               | Internacionales (2): Ámsterdam / Santiago de Chile | SkyTeam       |
| LATAM Brasil 2 destinos                      | Internacionales (2): Río de Janeiro / São Paulo | N/A           |
| LATAM Chile 2 destinos                       | Internacionales (2): Miami (Inicia 1 de diciembre del 2025) / Santiago de Chile | N/A           |
| LATAM Ecuador 2 destinos                     | Internacionales (2): Guayaquil / Lima | N/A           |
| LATAM Perú 1 destino                         | Internacional (1): Lima | N/A           |
| Level 1 destino                              | Internacional (1): Barcelona | N/A           |
| Lufthansa 1 destino                          | Internacional: (1) Fráncfort | Star Alliance |
| Sky Airline 2 destinos                       | Internacionales (2): Salvador de Bahía / Santiago de Chile | N/A           |
| Sky Airline Perú 1 destino                   | Internacional (1): Lima | N/A           |
| Swiss International Airlines 2 destinos      | Internacionales (2): São Paulo / Zúrich | Star Alliance |
| Turkish Airlines 2 destinos                  | Internacionales (2): Estambul / São Paulo | Star Alliance |
| United Airlines 1 destino                    | Internacional (1): Houston | Star Alliance |
| Total: 67 destinos, 26 países, 35 aerolíneas | |               |

### Destinos nacionales

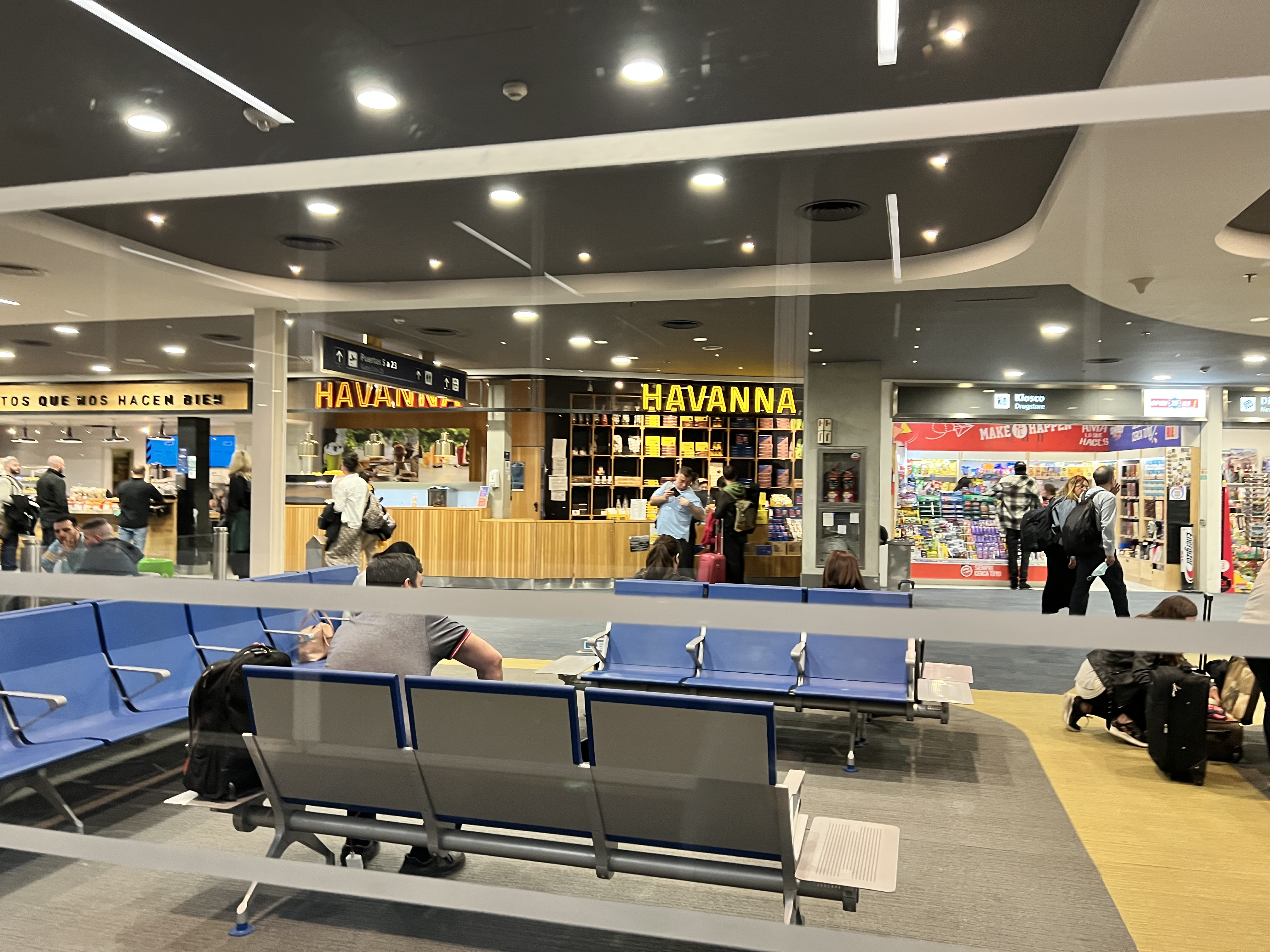
Sala de última espera de la Terminal A del aeropuerto.

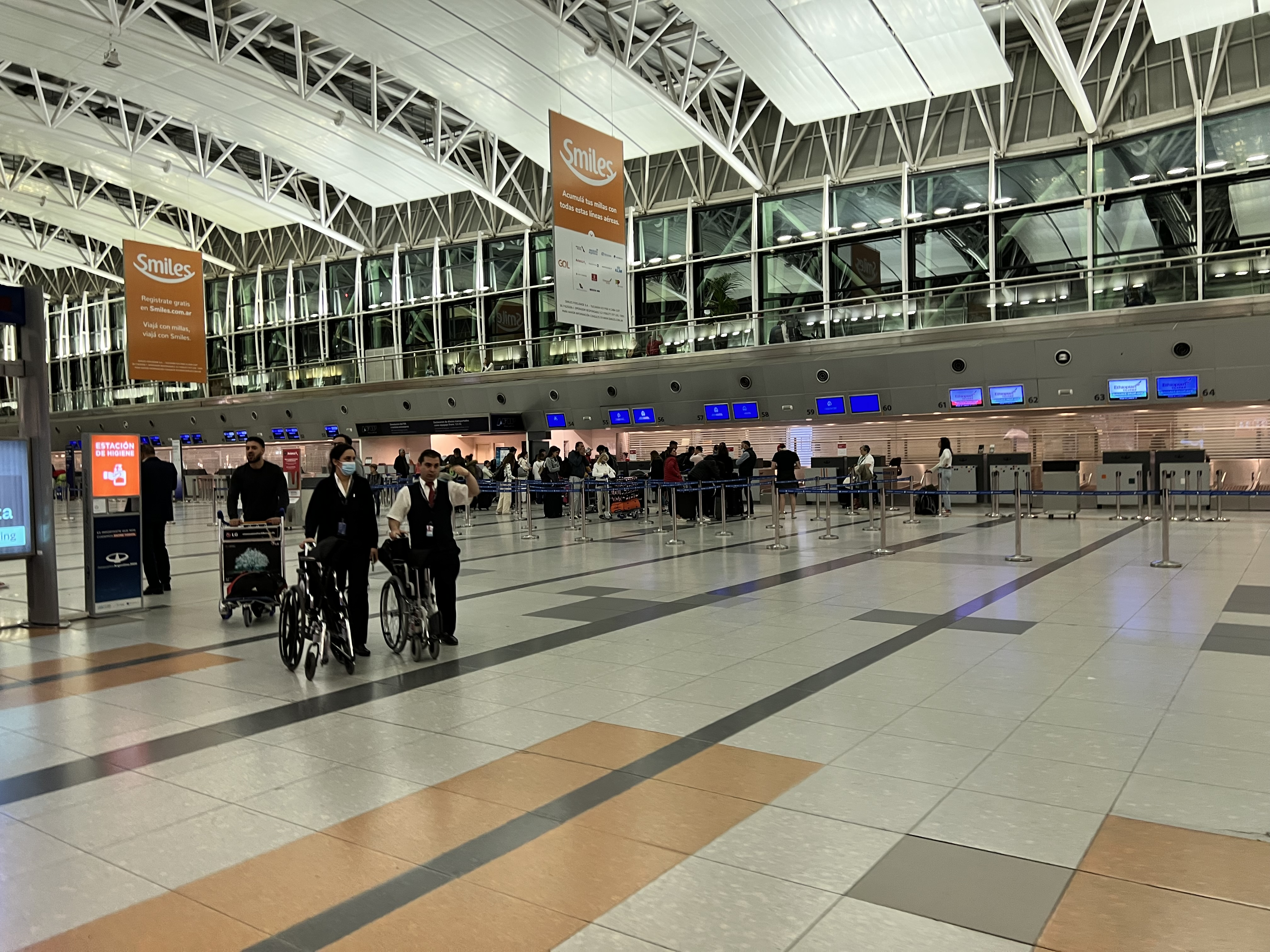
Mostradores de documentación de la Terminal A del aeropuerto.

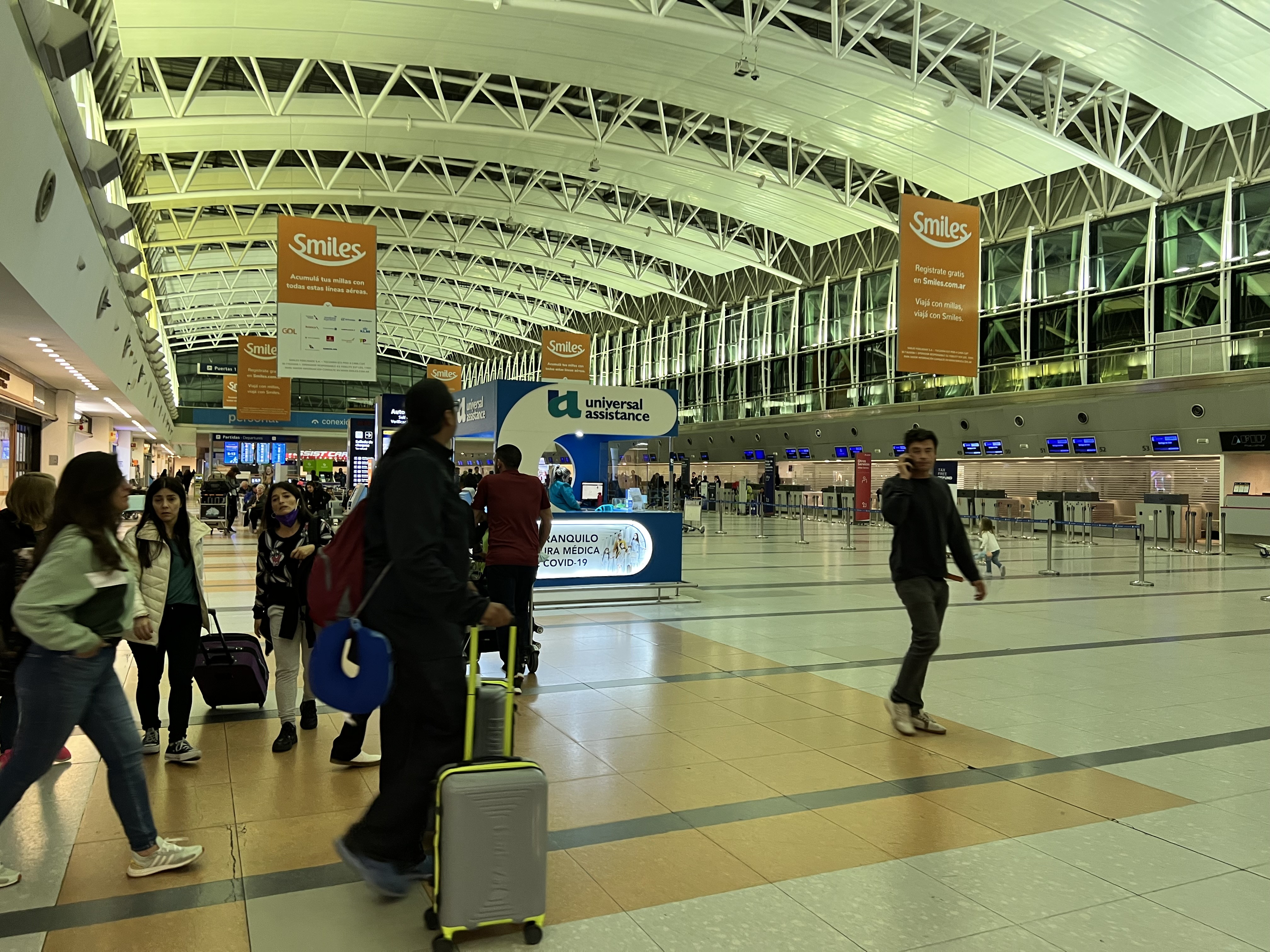
Mostradores de documentación de la Terminal A del aeropuerto.

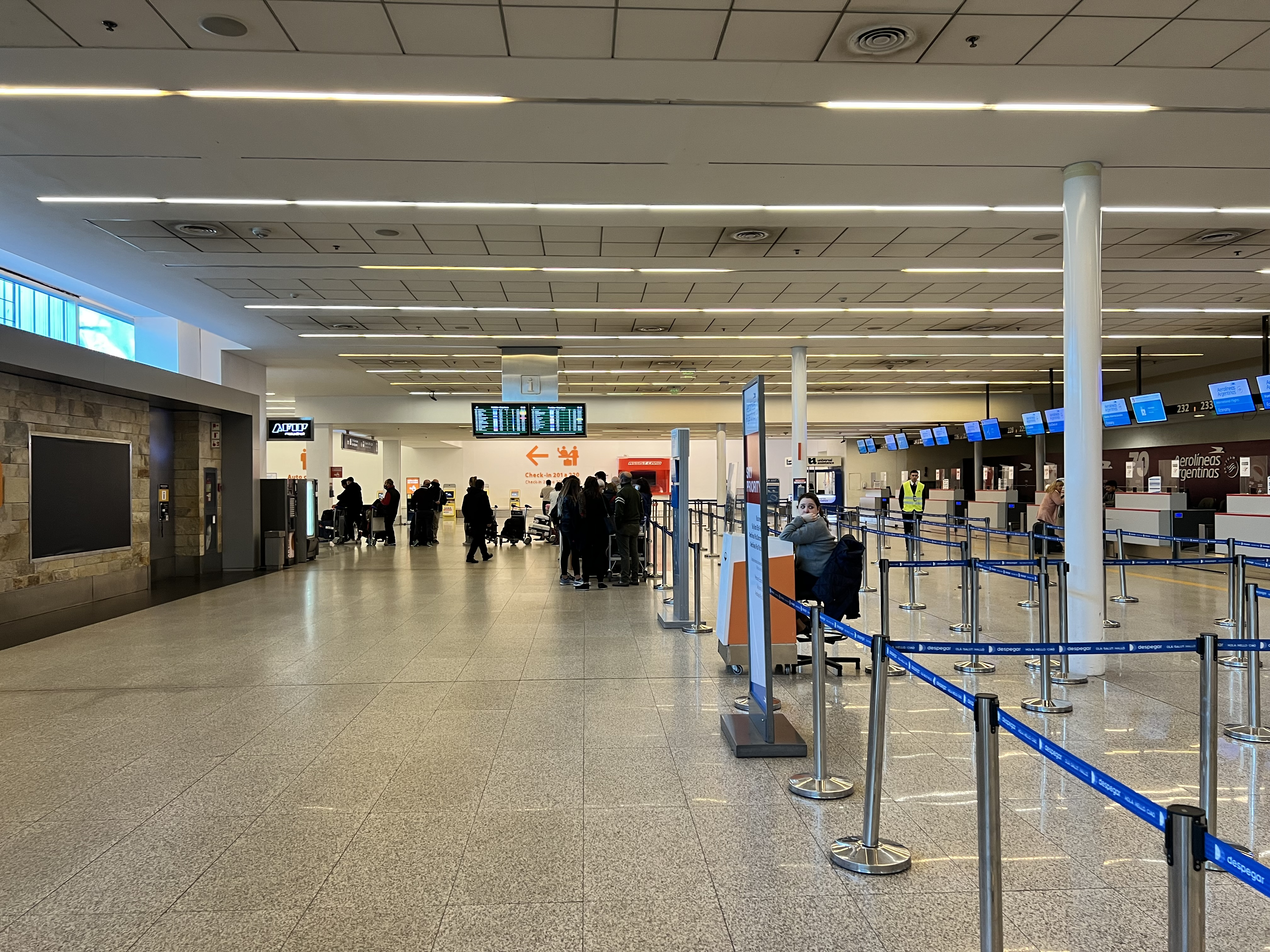
Mostradores de documentación de la Terminal C del aeropuerto.

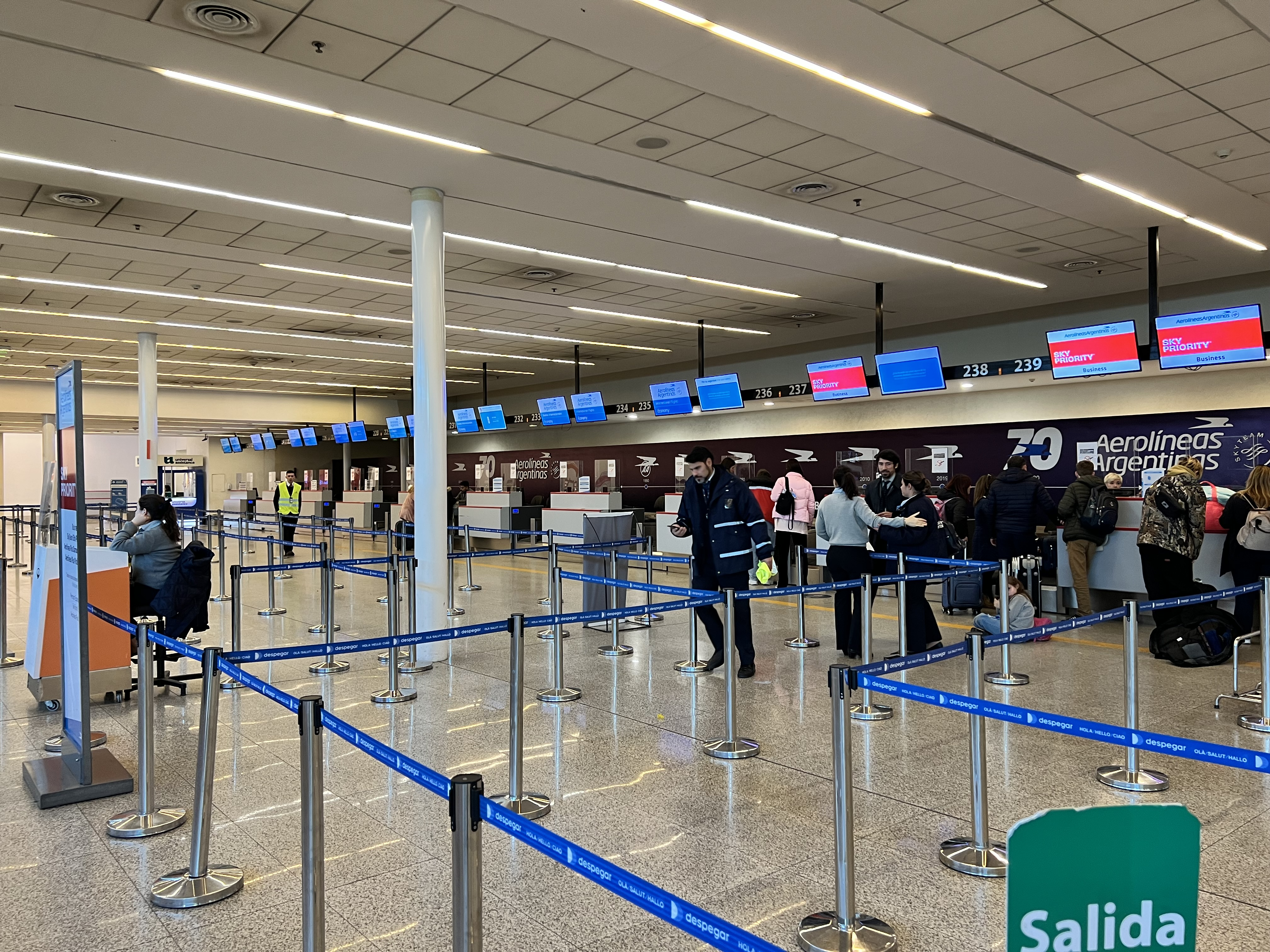
Mostradores de documentación de la Terminal C del aeropuerto.

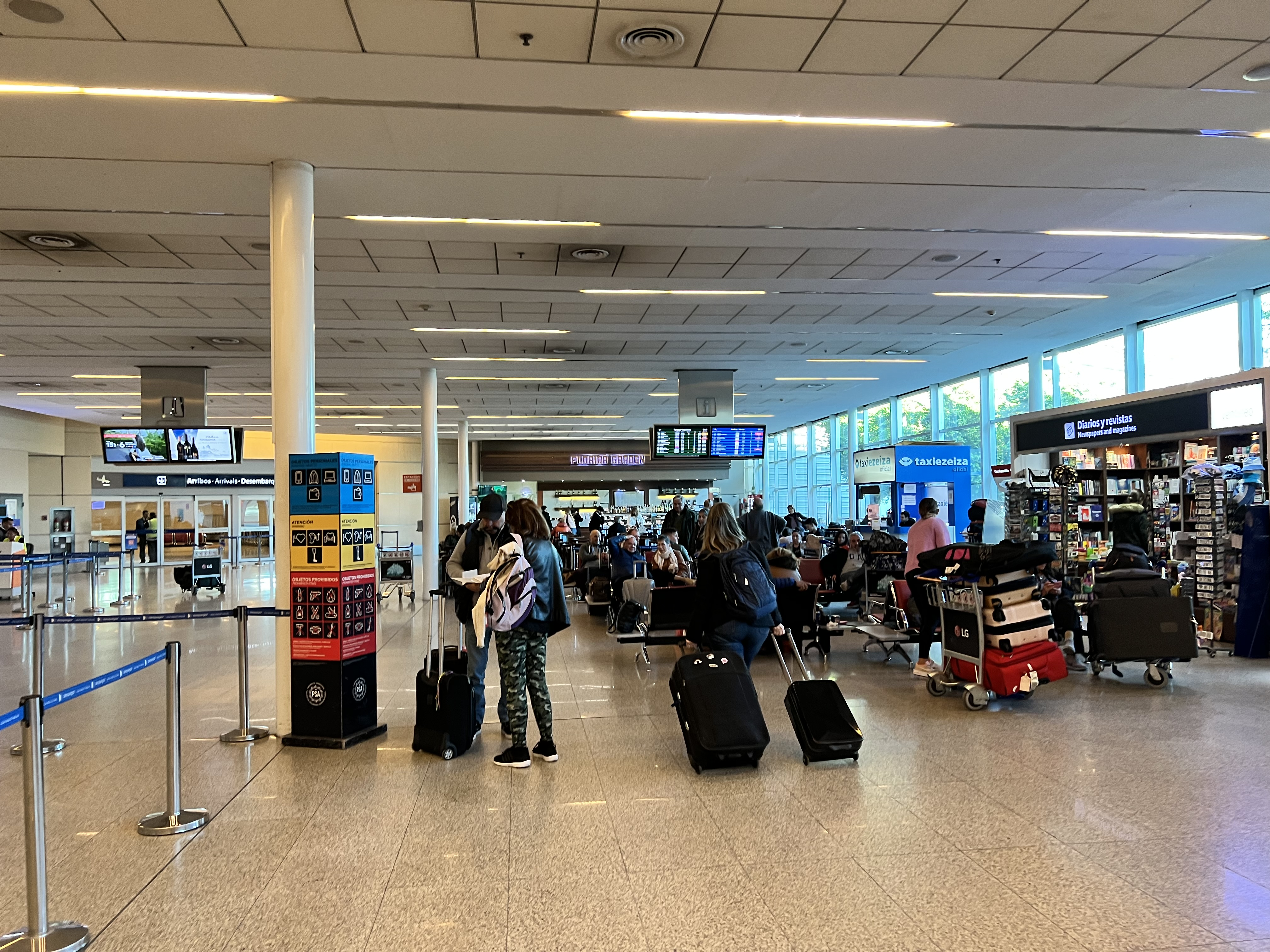
Área de llegadas de la Terminal C del aeropuerto.

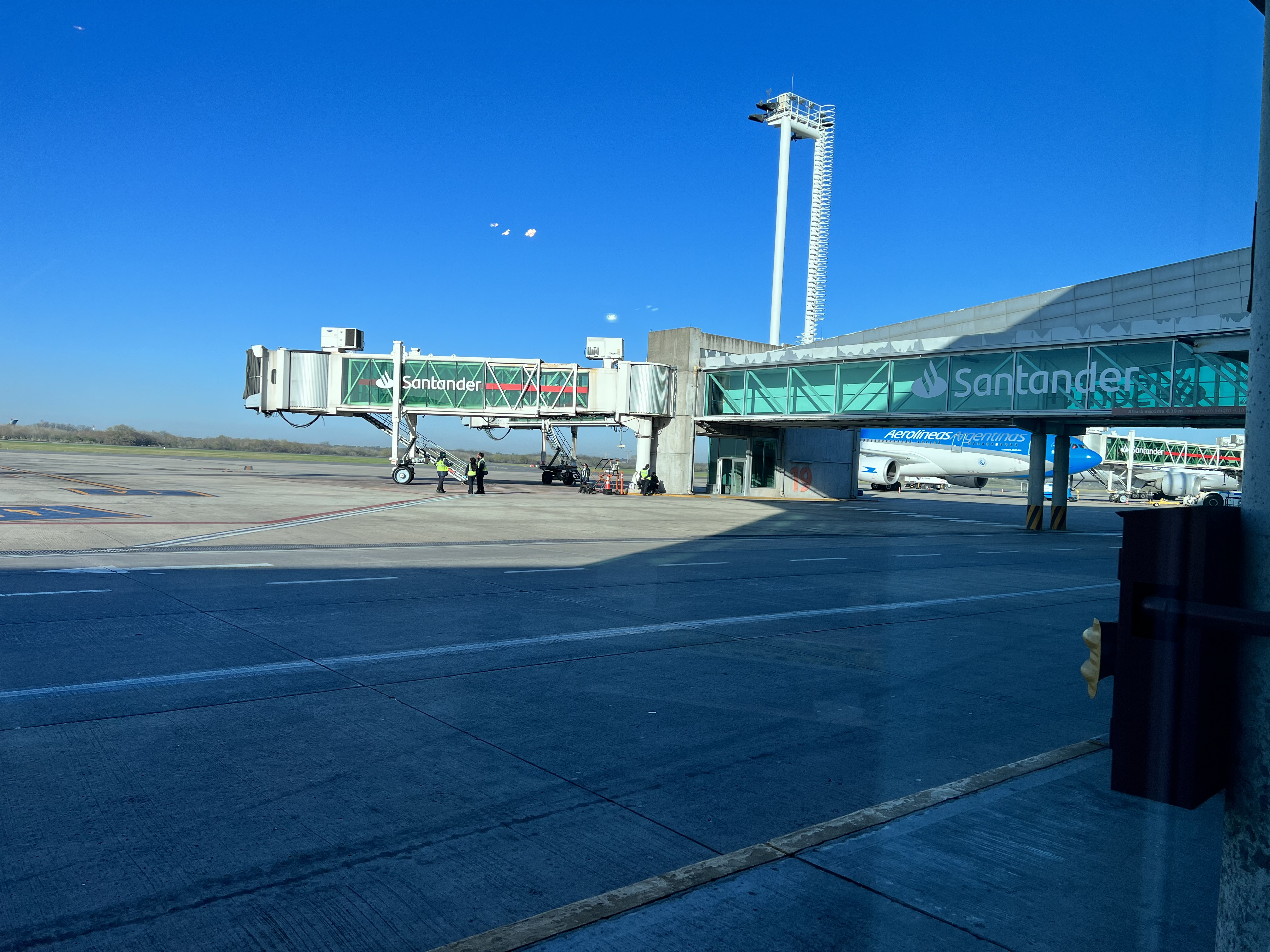
Terminal C del aeropuerto.

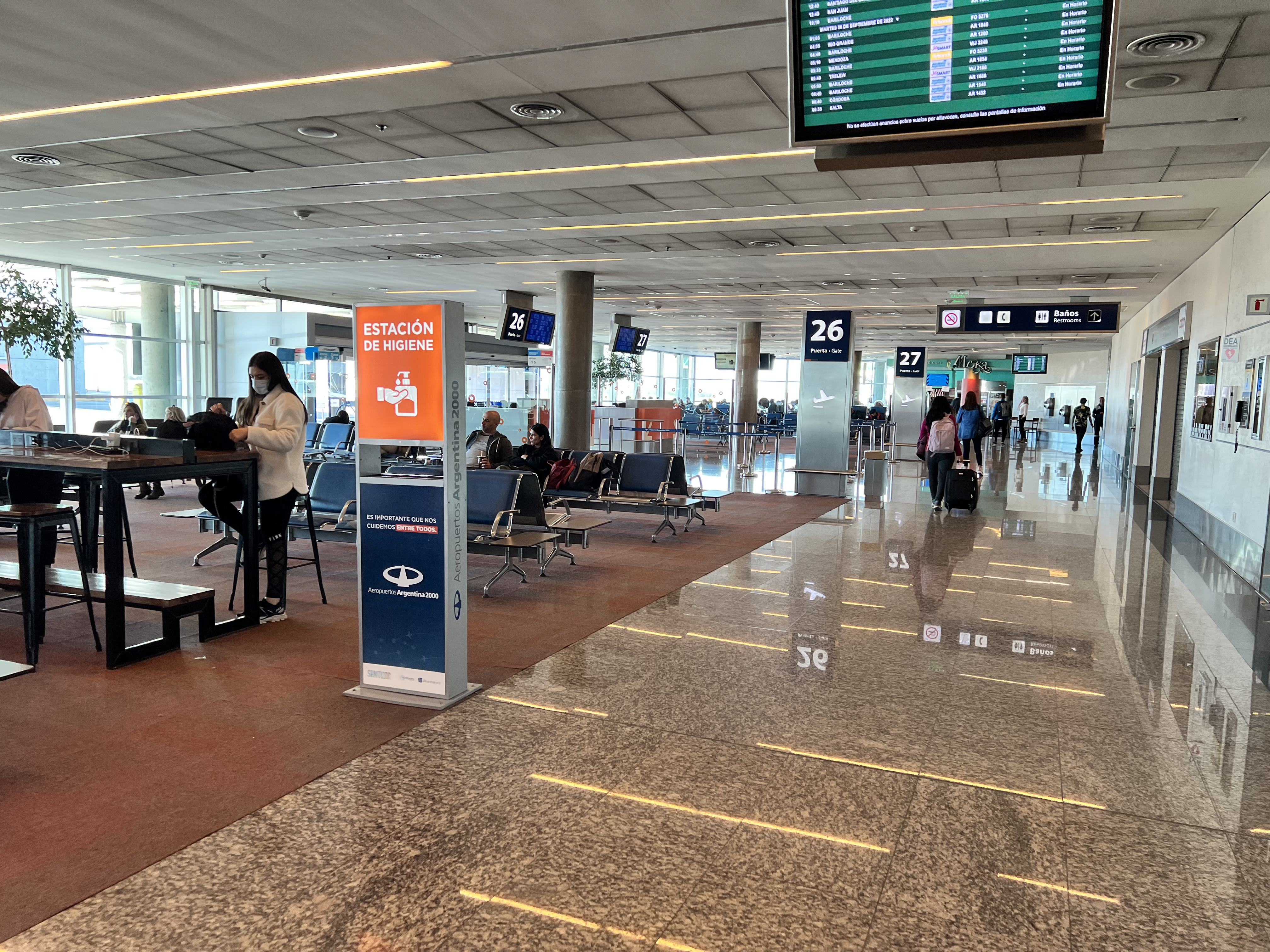
Pasillo principal de la Terminal C del aeropuerto.

| Destinos regulares      | Nombre del aeropuerto                                                        | Aerolíneas                                            | Aeronaves                  |
| Argentina               | Argentina                                                                    | Argentina                                             | Argentina                  |
| ----------------------- | ---------------------------------------------------------------------------- | ----------------------------------------------------- | -------------------------- |
| Bahía Blanca            | Aeropuerto Comandante Espora                                                 | Aerolíneas Argentinas                                 | B738                       |
| Comodoro Rivadavia      | Aeropuerto Internacional General Enrique Mosconi                             | Aerolíneas Argentinas / Flybondi                      | B738 A320                  |
| Córdoba                 | Aeropuerto Internacional Ingeniero Aeronáutico Ambrosio Taravella            | Aerolíneas Argentinas                                 | B738, E190                 |
| El Calafate             | Aeropuerto Internacional de El Calafate                                      | Aerolíneas Argentinas / Flybondi / JetSMART Argentina | A332, B738 A320            |
| La Rioja                | Aeropuerto Capitán Vicente Almandos Almonacid                                | Aerolíneas Argentinas                                 | B737                       |
| Mendoza                 | Aeropuerto Internacional Gobernador Francisco Gabrielli                      | Aerolíneas Argentinas / Flybondi / JetSMART Argentina | B738, E190                 |
| Neuquén                 | Aeropuerto Internacional Presidente Perón                                    | Aerolíneas Argentinas / Flybondi / JetSMART Argentina | B738 A320                  |
| Posadas                 | Aeropuerto Internacional de Posadas Libertador General José de San Martín    | Aerolíneas Argentinas                                 | B737                       |
| Puerto Iguazú           | Aeropuerto Internacional Cataratas del Iguazú Mayor D. Carlos Eduardo Krause | Aerolíneas Argentinas / Flybondi / JetSMART Argentina | A332, B738 A320            |
| Puerto Madryn           | Aeropuerto El Tehuelche                                                      | Aerolíneas Argentinas                                 | B738                       |
| Resistencia             | Aeropuerto Internacional de Resistencia                                      | Aerolíneas Argentinas                                 | E190                       |
| Río Gallegos            | Aeropuerto Internacional Piloto Civil Norberto Fernández                     | Aerolíneas Argentinas                                 | B738                       |
| Río Grande              | Aeropuerto Internacional Gobernador Ramón Trejo Noel                         | Aerolíneas Argentinas                                 | B738                       |
| Rosario                 | Aeropuerto Internacional Rosario Islas Malvinas                              | Aerolíneas Argentinas                                 | E-190, B738                |
| Salta                   | Aeropuerto Internacional de Salta Martín Miguel de Güemes                    | Aerolíneas Argentinas / Flybondi / JetSMART Argentina | B738 A320                  |
| San Carlos de Bariloche | Aeropuerto Internacional Teniente Luis Candelaria                            | Aerolíneas Argentinas / Flybondi / JetSMART Argentina | A332, B738, E190 B738 A320 |
| San Juan                | Aeropuerto Domingo Faustino Sarmiento                                        | Aerolíneas Argentinas                                 | E190                       |
| San Martín de Los Andes | Aeropuerto Aviador Carlos Campos                                             | Aerolíneas Argentinas                                 | B738                       |
| San Miguel de Tucumán   | Aeropuerto Internacional Teniente Benjamín Matienzo                          | Aerolíneas Argentinas / JetSMART Argentina            | B738 A320                  |
| San Salvador de Jujuy   | Aeropuerto Internacional Gobernador Horacio Guzmán                           | Aerolíneas Argentinas / Flybondi                      | B738, E190                 |
| Santiago del Estero     | Aeropuerto Vicecomodoro Ángel de la Paz Aragonés                             | Aerolíneas Argentinas                                 | E190                       |
| Trelew                  | Aeropuerto Almirante Marcos A. Zar                                           | Aerolíneas Argentinas                                 | B738, E190                 |
| Ushuaia                 | Aeropuerto Internacional Malvinas Argentinas                                 | Aerolíneas Argentinas / Flybondi / JetSMART Argentina | A332, B738, E190 B738 A320 |

### Destinos internacionales

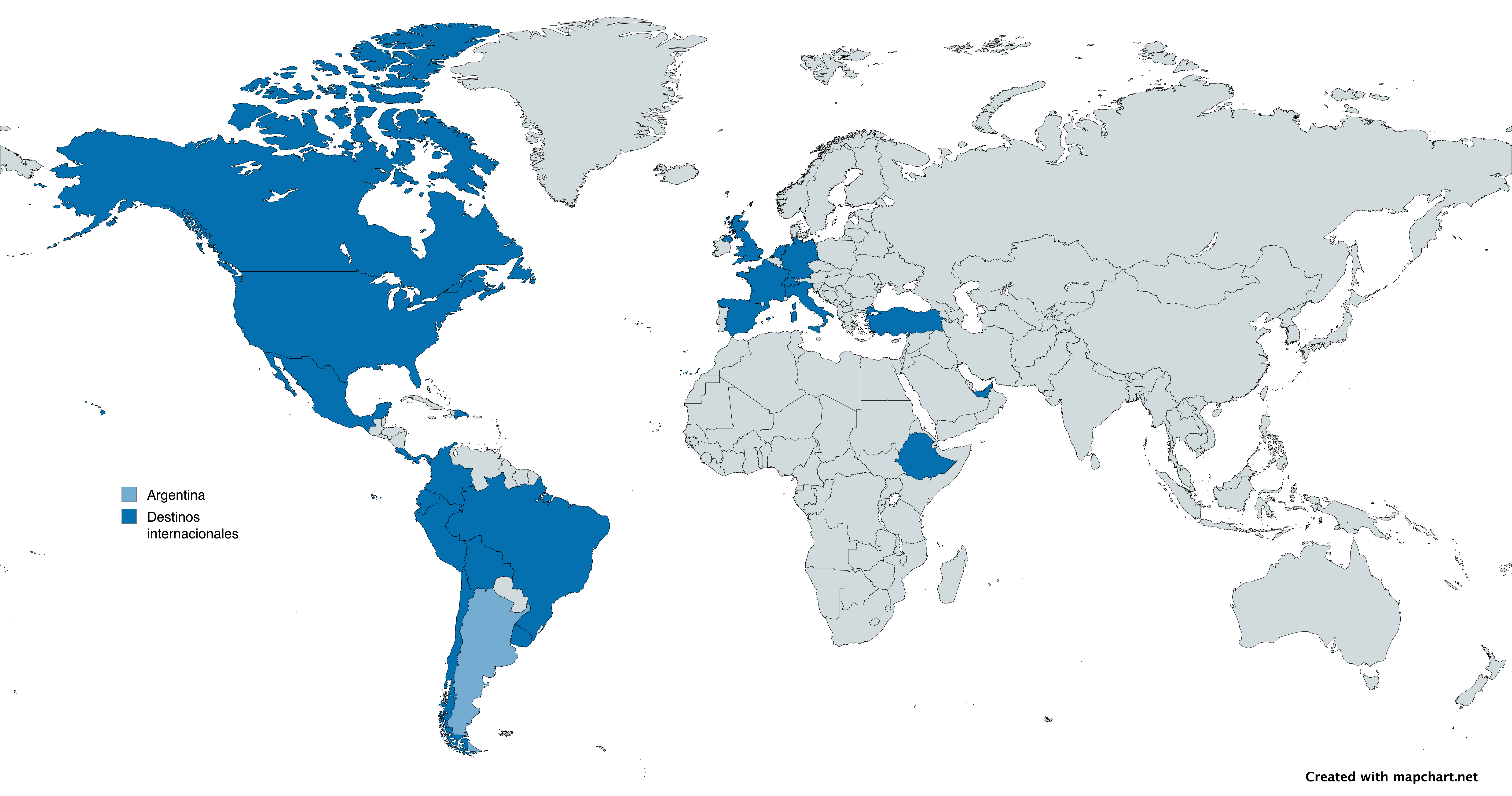
Destinos internacionales que opera el aeropuerto Internacional Ministro Pistarini

| Ciudades por países                             | Nombre del aeropuerto                                    | Aerolíneas                                                                                       | Aeronaves                                                                     | Frecuencias semanales                        |
| África                                          | África                                                   | África                                                                                           | África                                                                        | África                                       |
| ----------------------------------------------- | -------------------------------------------------------- | ------------------------------------------------------------------------------------------------ | ----------------------------------------------------------------------------- | -------------------------------------------- |
| Etiopía (1 destinos, 1 aerolíneas)              |                                                          |                                                                                                  |                                                                               |                                              |
| Adís Abeba                                      | Aeropuerto Internacional Bole                            | Ethiopian Airlines (Vía GRU)                                                                     | B772                                                                          | 7                                            |
| Norteamérica                                    |                                                          |                                                                                                  |                                                                               |                                              |
| Canadá (1 destinos, 1 aerolíneas)               |                                                          |                                                                                                  |                                                                               |                                              |
| Toronto                                         | Aeropuerto Internacional Toronto Pearson                 | Air Canada (Vía GRU)                                                                             | B789                                                                          | 7                                            |
| Estados Unidos (5 destinos, 5 aerolíneas)       |                                                          |                                                                                                  |                                                                               |                                              |
| Atlanta                                         | Aeropuerto Internacional Hartsfield-Jackson              | Delta Air Lines                                                                                  | A339                                                                          | 7                                            |
| Dallas                                          | Aeropuerto Internacional de Dallas-Fort Worth            | American Airlines (Estacional)                                                                   | B772                                                                          | 7                                            |
| Houston                                         | Aeropuerto Intercontinental George Bush                  | United Airlines                                                                                  | B772                                                                          | 7                                            |
| Miami                                           | Aeropuerto Internacional de Miami                        | Aerolíneas Argentinas / American Airlines / LATAM Airlines (Inicia 1 de diciembre del 2025)      | A332 / B788, B772, B77W / B788                                                | 42 (47 a partir del 1 de diciembre del 2025) |
| Nueva York                                      | Aeropuerto Internacional John F. Kennedy                 | American Airlines / Delta Air Lines (Estacional)                                                 | B77W / A339                                                                   | 14                                           |
| México (2 destinos, 2 aerolíneas)               |                                                          |                                                                                                  |                                                                               |                                              |
| Cancún                                          | Aeropuerto Internacional de Cancún                       | Aerolíneas Argentinas                                                                            | A332                                                                          | 4                                            |
| Ciudad de México                                | Aeropuerto Internacional de la Ciudad de México          | Aeroméxico                                                                                       | B788, B789                                                                    | 9                                            |
| Centroamérica y El Caribe                       |                                                          |                                                                                                  |                                                                               |                                              |
| Costa Rica (1 destinos, 1 aerolíneas)           |                                                          |                                                                                                  |                                                                               |                                              |
| San José                                        | Aeropuerto Internacional Juan Santamaría                 | Avianca Costa Rica (Vía GYE o UIO)                                                               | A320N                                                                         | 8                                            |
| Panamá (1 destinos, 1 aerolíneas)               |                                                          |                                                                                                  |                                                                               |                                              |
| Ciudad de Panamá                                | Aeropuerto Internacional de Tocumen                      | Copa Airlines                                                                                    | B738, B39M                                                                    | 35                                           |
| República Dominicana (2 destinos, 2 aerolíneas) |                                                          |                                                                                                  |                                                                               |                                              |
| Punta Cana                                      | Aeropuerto Internacional de Punta Cana                   | Aerolíneas Argentinas / Arajet                                                                   | A332 / B38M                                                                   | 15                                           |
| Santo Domingo                                   | Aeropuerto Internacional de Las Américas                 | Arajet (Inicia 12 de diciembre del 2025)                                                         | B38M                                                                          | 2                                            |
| Suramérica                                      |                                                          |                                                                                                  |                                                                               |                                              |
| Bolivia (1 destinos, 1 aerolíneas)              |                                                          |                                                                                                  |                                                                               |                                              |
| Santa Cruz de la Sierra                         | Aeropuerto Internacional Viru Viru                       | Boliviana de Aviación                                                                            | B738                                                                          | 12                                           |
| Brasil (11 destinos, 11 aerolíneas)             |                                                          |                                                                                                  |                                                                               |                                              |
| Brasilia                                        | Aeropuerto Internacional Presidente Juscelino Kubitschek | Gol Linhas Aéreas                                                                                | B38M                                                                          | 2                                            |
| Florianópolis                                   | Aeropuerto Internacional Hercílio Luz                    | Flybondi / Gol Linhas Aéreas                                                                     | B738, B38M                                                                    | 9                                            |
| Fortaleza                                       | Aeropuerto Internacional Pinto Martins                   | Gol Linhas Aéreas                                                                                | B38M                                                                          | 1                                            |
| João Pessoa                                     | Aeropuerto Internacional Presidente Castro Pinto         | Gol Linhas Aéreas (Vía MCZ)                                                                      | B38M                                                                          | 1                                            |
| Maceió                                          | Aeropuerto Internacional Zumbi dos Palmarés              | Flybondi (Inicia 15 de diciembre del 2025) / Gol Linhas Aéreas                                   | B738 / B38M                                                                   | 1 (3 a partir del 15 de diciembre del 2025)  |
| Natal                                           | Aeropuerto Internacional de Grande Natal                 | Gol Linhas Aéreas / JetSMART Argentina (Inicia 30 de diciembre del 2025)                         | B38M / A320                                                                   | 1 (8 a partir del 30 de diciembre del 2025)  |
| Porto Seguro                                    | Aeropuerto de Porto Seguro                               | Gol Linhas Aéreas                                                                                | B38M                                                                          | 1                                            |
| Recife                                          | Aeropuerto Internacional de Recife                       | JetSMART Argentina                                                                               | A320                                                                          | 4                                            |
| Río de Janeiro                                  | Aeropuerto Internacional Antônio Carlos Jobim            | British Airways / Emirates / Flybondi / Gol Linhas Aéreas / JetSMART Argentina / LATAM Brasil    | A35K / B77W / B738 / B738, B38M / A320                                        | 55                                           |
| Salvador de Bahía                               | Aeropuerto Internacional de Salvador                     | Flybondi (Inicia 15 de diciembre del 2025) / Sky Airline                                         | B738 / A320                                                                   | 2 (4 a partir del 15 de diciembre del 2025)  |
| São Paulo                                       | Aeropuerto Internacional de São Paulo-Guarulhos          | Air Canada / Ethiopian Airlines / LATAM Brasil / Swiss / Turkish Airlines                        | B789 / B772 / A320, A321 / B77W / A359                                        | 32                                           |
| Chile (1 destinos, 6 aerolíneas)                |                                                          |                                                                                                  |                                                                               |                                              |
| Santiago de Chile                               | Aeropuerto Internacional Arturo Merino Benítez           | Aerolíneas Argentinas / JetSMART Argentina / JetSMART Chile / KLM / LATAM Airlines / Sky Airline | B789 / A320, A321, B788 (a partir del 1 de diciembre del 2025) / A320N, A321N | 47                                           |
| Colombia (2 destinos, 1 aerolíneas)             |                                                          |                                                                                                  |                                                                               |                                              |
| Bogotá                                          | Aeropuerto Internacional El Dorado                       | Avianca                                                                                          | A320N, B788                                                                   | 14                                           |
| Medellín                                        | Aeropuerto Internacional José María Córdova              | Avianca                                                                                          | A320N                                                                         | 7                                            |
| Ecuador (2 destinos, 2 aerolíneas)              |                                                          |                                                                                                  |                                                                               |                                              |
| Guayaquil                                       | Aeropuerto internacional José Joaquín de Olmedo          | Avianca Costa Rica / LATAM Ecuador (Vía LIM)                                                     | A320N / A319                                                                  | 14                                           |
| Quito                                           | Aeropuerto Internacional Mariscal Sucre                  | Avianca Costa Rica                                                                               | A320N                                                                         | 6                                            |
| Paraguay (1 destinos, 1 aerolíneas)             |                                                          |                                                                                                  |                                                                               |                                              |
| Encarnación                                     | Aeropuerto Teniente Amín Ayub González                   | Flybondi (Inicia 24 de agosto del 2025)                                                          | B738                                                                          | 3                                            |
| Perú (1 destinos, 3 aerolíneas)                 |                                                          |                                                                                                  |                                                                               |                                              |
| Lima                                            | Aeropuerto Internacional Jorge Chávez                    | LATAM Ecuador / LATAM Perú / Sky Airline Perú                                                    | A319 / A320N, A321N                                                           | 28                                           |
| Asia                                            |                                                          |                                                                                                  |                                                                               |                                              |
| China                                           |                                                          |                                                                                                  |                                                                               |                                              |
| Shanghái                                        | Aeropuerto Internacional de Shanghái Pudong              | China Eastern Airlines (Inicia diciembre del 2025) (vía AKL)                                     | B77W                                                                          | 2                                            |
| EAU (1 destinos, 1 aerolíneas)                  |                                                          |                                                                                                  |                                                                               |                                              |
| Dubái                                           | Aeropuerto Internacional de Dubái                        | Emirates (Vía GIG)                                                                               | B77W                                                                          | 5                                            |
| Europa                                          |                                                          |                                                                                                  |                                                                               |                                              |
| Alemania (1 destinos, 1 aerolíneas)             |                                                          |                                                                                                  |                                                                               |                                              |
| Fráncfort                                       | Aeropuerto de Fráncfort del Meno                         | Lufthansa                                                                                        | B748                                                                          | 7                                            |
| España (2 destinos, 4 aerolíneas)               |                                                          |                                                                                                  |                                                                               |                                              |
| Barcelona                                       | Aeropuerto Josep Tarradellas Barcelona-El Prat           | Level                                                                                            | A332                                                                          | 8                                            |
| Madrid                                          | Aeropuerto Adolfo Suárez Madrid-Barajas                  | Aerolíneas Argentinas / Air Europa / Iberia                                                      | A332 / B789 / A332, A359                                                      | 39                                           |
| Francia (1 destinos, 1 aerolíneas)              |                                                          |                                                                                                  |                                                                               |                                              |
| París                                           | Aeropuerto de París-Charles de Gaulle                    | Air France                                                                                       | A359                                                                          | 7                                            |
| Italia (1 destinos, 2 aerolíneas)               |                                                          |                                                                                                  |                                                                               |                                              |
| Roma                                            | Aeropuerto de Roma-Fiumicino                             | Aerolíneas Argentinas / ITA Airways                                                              | A332 A359                                                                     | 14                                           |
| Países Bajos (1 destinos, 1 aerolíneas)         |                                                          |                                                                                                  |                                                                               |                                              |
| Ámsterdam                                       | Aeropuerto de Ámsterdam-Schiphol                         | KLM                                                                                              | B789                                                                          | 7                                            |
| Reino Unido (1 destinos, 1 aerolíneas)          |                                                          |                                                                                                  |                                                                               |                                              |
| Londres                                         | Aeropuerto de Londres-Heathrow                           | British Airways (Vía GIG)                                                                        | A35K                                                                          | 7                                            |
| Suiza (1 destinos, 1 aerolíneas)                |                                                          |                                                                                                  |                                                                               |                                              |
| Zúrich                                          | Aeropuerto Internacional de Zúrich                       | Swiss (Vía GRU)                                                                                  | B77W                                                                          | 3                                            |
| Turquía (1 destinos, 1 aerolíneas)              |                                                          |                                                                                                  |                                                                               |                                              |
| Estambul                                        | Aeropuerto de Estambul                                   | Turkish Airlines (Vía GRU)                                                                       | A359                                                                          | 7                                            |
| Oceanía                                         |                                                          |                                                                                                  |                                                                               |                                              |
| Nueva Zelanda                                   |                                                          |                                                                                                  |                                                                               |                                              |
| Auckland                                        | Aeropuerto Internacional de Auckland                     | China Eastern Airlines (Inicia diciembre del 2025)                                               | B77W                                                                          | 2                                            |
| Total: 44 destinos, 25 países, 35 aerolíneas    |                                                          |                                                                                                  |                                                                               |                                              |

#### Terminal de carga (TCA)
| Aeronaves utilizadas regularmente | Aeronaves utilizadas regularmente | Aeronaves utilizadas regularmente | Aeronaves utilizadas regularmente |
| --- | --------------------------------- | --------------------------------- | --------------------------------- |
| \| Aerolíneas \| Aeronaves \| Fotos \| \| --------------------------- \| ------------- \| --------- \| \| Aerolíneas Argentinas Cargo \| B737-800SF \| \| \| Aeromás \| C208 \| \| \| Air Class \| B727-200F \| B727-200F \| \| Atlas Air \| B747-8F \| B747-8F \| \| Avianca Cargo \| A330-200F \| \| \| DHL Aero Expreso \| B767-300F(ER) \| \| \| Kalitta Air \| B747-400F(ER) \| \| \| KLM Cargo \| B747-400F(ER) \| \| \| LATAM Cargo Brasil \| B767-300F(ER) \| \| \| LATAM Cargo Chile \| B777-F \| B777-F \| \| LATAM Cargo Colombia \| B767-300F(ER) \| \| \| Lufthansa Cargo \| B777-F \| MD-11F \| \| Qatar Airways Cargo \| B777-F \| \| \| Sky Lease Cargo \| B747-400F(ER) \| \| \| UPS Airlines \| B767-300F(ER) \| \| |                                   |                                   |                                   |
| Aerolíneas | Aeronaves                         | Fotos                             |                                   |
| Aerolíneas Argentinas Cargo | B737-800SF                        |                                   |                                   |
| Aeromás | C208                              |                                   |                                   |
| Air Class | B727-200F                         | B727-200F                         |                                   |
| Atlas Air | B747-8F                           | B747-8F                           |                                   |
| Avianca Cargo | A330-200F                         |                                   |                                   |
| DHL Aero Expreso | B767-300F(ER)                     |                                   |                                   |
| Kalitta Air | B747-400F(ER)                     |                                   |                                   |
| KLM Cargo | B747-400F(ER)                     |                                   |                                   |
| LATAM Cargo Brasil | B767-300F(ER)                     |                                   |                                   |
| LATAM Cargo Chile | B777-F                            | B777-F                            |                                   |
| LATAM Cargo Colombia | B767-300F(ER)                     |                                   |                                   |
| Lufthansa Cargo | B777-F                            | MD-11F                            |                                   |
| Qatar Airways Cargo | B777-F                            |                                   |                                   |
| Sky Lease Cargo | B747-400F(ER)                     |                                   |                                   |
| UPS Airlines | B767-300F(ER)                     |                                   |                                   |

| Aerolíneas                  | Destinos                                                                                              |
| --------------------------- | --- |
| Aerolíneas Argentinas Cargo | Río Grande                                                                                            |
| Aeromás                     | Montevideo-Carrasco                                                                                   |
| Air Class                   | Asunción, Montevideo-Carrasco                                                                         |
| Atlas Air                   | Miami, Santiago de Chile                                                                              |
| Avianca Cargo               | Bogotá-El Dorado, Miami, Campinas-Viracopos                                                           |
| DHL Aero Expreso            | Miami, Santiago de Chile                                                                              |
| Kalitta Air                 | Miami, Santiago de Chile                                                                              |
| KLM Cargo                   | Aguadilla, Ámsterdam-Schiphol, Campinas-Viracopos, Miami, Quito                                       |
| LATAM Cargo Chile           | Ámsterdam-Schiphol, Asunción, Campinas-Viracopos, Fráncfort del Meno, Miami, Quito, Santiago de Chile |
| LATAM Cargo Brasil          | Campinas-Viracopos, Santiago de Chile, São Paulo-Guarulhos                                            |
| LATAM Cargo Colombia        | Miami, Medellín-Cordova, Quito                                                                        |
| Lufthansa Cargo             | Campinas-Viracopos, Fráncfort del Meno, Montevideo-Carrasco                                           |
| Qatar Airways Cargo         | Doha, Luxemburgo, Miami, Quito, São Paulo-Guarulhos                                                   |
| Sky Lease Cargo             | Miami, Montevideo-Carrasco                                                                            |
| UPS Airlines                | Bogotá-El Dorado, Campinas-Viracopos, Miami, Santiago de Chile                                        |

## Destinos cesados

### Aerolíneas extintas
Esto son los destinos que dejaron de operar a Ezeiza las aerolíneas que ya dejaron de existir:
- Aero Continente (Lima)
- APSA (Santiago de Chile, Lima, Guayaquil, Bogotá, Ciudad de México, Acapulco, Los Ángeles, Miami)[29]
- AeroPerú (Santiago de Chile, Lima, Guayaquil, Miami)[30]
- Avianca (Perú) (Lima)
- Alitalia (Santiago de Chile, Roma, Milán. Fue reemplazada por ITA Airways)
- Aerosur (Santa Cruz de la Sierra, La Paz)
- Aerovías Brasil (Río de Janeiro, São Paulo, Porto Alegre, Montevideo)[31]
- Air Comet (Madrid, Punta Cana, San Juan de Puerto Rico, Tenerife, Varadero)
- Air Madrid (Barcelona, Madrid)
- Austral Líneas Aéreas (Bahía Blanca, Bariloche, Comodoro Rivadavia, Mar del Plata, Mendoza, Trelew, Ushuaia)
- BOAC (Santiago de Chile, Montevideo, São Paulo, Río de Janeiro, Recife, Dakar, Lisboa, Madrid, Londres-Heathrow. Fue reemplazada por British Airways)[32]
- BQB Líneas Aéreas (Montevideo)
- Braniff International (Miami, Nueva York/Newark, Asunción, Ciudad de Panamá, Guayaquil, La Paz, Lima, Santiago de Chile, Río de Janeiro, La Habana)
- British Caledonian (Casablanca, Freetown, Lisboa, Madrid, Londres-Gatwick, Río de Janeiro, Santiago de Chile, São Paulo)
- Canadian Airlines (Santiago de Chile, Lima, Ciudad de México, Guadalajara, Calgary, Toronto, Vancouver. Fue adquirida por Air Canada)[33]
- Continental Airlines (Houston, Newark)
- Canadian Pacific Air Lines (Santiago de Chile, Vancouver)
- Cruzeiro (Porto Alegre, Río de Janeiro, São Paulo)
- Eastern Airlines (Santiago de Chile, Miami)
- Ecuatoriana de Aviación (Guayaquil, Lima, Montevideo, Quito, Santiago de Chile)
- LAPA (Regular: Atlanta - chárter: Punta Cana, Saint Marteen, Cancún)
- Ladeco (Santiago de Chile. Adquirida por LAN Airlines)
- LAPSA (Asunción. Ahora TAM Paraguay)
- Lloyd Aéreo Boliviano (La Paz, Santa Cruz de la Sierra, Cochabamba)
- Mexicana de Aviación (Ciudad de México)
- National Airlines (Santiago de Chile)
- Pan Am (Antofagasta, Asunción, Caracas, La Paz, Lima, Los Ángeles, Miami, Nueva York-JFK, Montevideo, Panamá, Río de Janeiro, San Francisco, Santiago de Chile)[34]
- PLUNA (Montevideo, Punta del Este)
- Saeta (Guayaquil, Quito)
- Sol del Paraguay (Asunción, Ciudad del Este)
- Southern Winds (Miami, Madrid)
- Spanair (Madrid)
- Swissair (Zúrich, Ginebra, Lisboa, Dakar, São Paulo, Río de Janeiro, Santiago de Chile. Fue reemplazada por Swiss International Airlines)[35]
- TAME (Quito)
- Transbrasil (Porto Alegre, São Paulo, Río de Janeiro)
- Transportes Aéreos Mirleni (Miami)[36]
- Uair (Montevideo)
- VASP (São Paulo)
- Varig (Montevideo, Río de Janeiro, Santiago de Chile, São Paulo. Fue adquirida por Gol Linhas Aéreas)
- Varig Logística (Campinas, Río de Janeiro, Santiago de Chile)
- Viasa (Caracas)
- Viva Air (Bogotá, Medellín)
- LATAM Argentina (São Paulo, Santiago de Chile, Lima, Punta Cana, Neuquén, Miami, Iguazú, Bariloche)

### Destinos cancelados
| Ciudades por países       | Nombre del aeropuerto                                           | Aerolíneas |
| Norteamérica              | Norteamérica                                                    | Norteamérica |
| ------------------------- | --------------------------------------------------------------- | --- |
| Canadá                    |                                                                 | |
| Toronto                   | Aeropuerto Internacional Toronto Pearson                        | Aerolíneas Argentinas |
| Montreal                  | Aeropuerto Internacional Pierre Elliott Trudeau                 | Aerolíneas Argentinas |
| Estados Unidos            |                                                                 | |
| Chicago                   | Aeropuerto Internacional O'Hare                                 | United Airlines / American Airlines |
| Miami                     | Aeropuerto Internacional de Miami                               | United Airlines |
| Newark                    | Aeropuerto Internacional Libertad de Newark                     | United Airlines |
| Nueva York                | Aeropuerto Internacional John F. Kennedy                        | Aerolíneas Argentinas / United Airlines |
| Los Ángeles               | Aeropuerto Internacional de Los Ángeles                         | Aerolíneas Argentinas / American Airlines |
| Washington D. C.          | Aeropuerto Internacional Washington-Dulles                      | United Airlines |
| Orlando                   | Aeropuerto Internacional de Orlando                             | Aerolíneas Argentinas |
| México                    |                                                                 | |
| Cancún                    | Aeropuerto Internacional de Cancún                              | Aeroméxico |
| Ciudad de México          | Aeropuerto Internacional de la Ciudad de México                 | Aerolíneas Argentinas |
| Centroamérica y El Caribe |                                                                 | |
| Cuba                      |                                                                 | |
| Cayo Coco                 | Aeropuerto Internacional de Jardines del Rey                    | Cubana de Aviación |
| La Habana                 | Aeropuerto Internacional José Martí                             | Aerolíneas Argentinas / Cubana de Aviación |
| Varadero                  | Aeropuerto Juan Gualberto Gómez                                 | Cubana de Aviación |
| Costa Rica                |                                                                 | |
| San José                  | Aeropuerto Internacional Juan Santamaría                        | Aerolíneas Argentinas |
| Panamá                    |                                                                 | |
| Panamá                    | Aeropuerto Internacional de Tocumen                             | Aerolíneas Argentinas |
| Puerto Rico               |                                                                 | |
| San Juan                  | Aeropuerto Internacional Luis Muñoz Marín                       | Aerolíneas Argentinas |
| República Dominicana      |                                                                 | |
| Santo Domingo             | Aeropuerto Internacional de Las Américas                        | AraJet |
| Suramérica                |                                                                 | |
| Bolivia                   |                                                                 | |
| Cochabamba                | Aeropuerto Internacional Jorge Wilstermann                      | Aerolíneas Argentinas / Boliviana de Aviación |
| La Paz                    | Aeropuerto Internacional El Alto                                | Aerolíneas Argentinas |
| Brasil                    |                                                                 | |
| Belém                     | Aeropuerto Internacional de Belém                               | Aerolíneas Argentinas |
| Belo Horizonte            | Aeropuerto Internacional Tancredo Neves                         | Aerolíneas Argentinas / Gol Linhas Aéreas |
| Brasilia                  | Aeropuerto Internacional Presidente Juscelino Kubitschek        | Aerolíneas Argentinas / LATAM Brasil |
| Cabo Frío                 | Aeropuerto Internacional de Cabo Frío                           | Azul Linhas Aéreas Brasileiras |
| Curitiba                  | Aeropuerto Internacional Afonso Pena                            | Aerolíneas Argentinas / Gol Linhas Aéreas |
| Natal                     | Aeropuerto Internacional de Grande Natal                        | Aerolíneas Argentinas |
| Navegantes                | Aeropuerto Internacional de Navegantes-Ministro Víctor Konder   | Azul Linhas Aéreas Brasileiras / Gol Linhas Aéreas |
| Río de Janeiro            | Aeropuerto Internacional de Galeão                              | LATAM Paraguay |
| Recife                    | Aeropuerto Internacional de Recife                              | Aerolíneas Argentinas |
| São Paulo                 | Aeropuerto Internacional de São Paulo-Guarulhos                 | British Airways / Flybondi / Gol Linhas Aéreas |
| Chile                     |                                                                 | |
| Santiago de Chile         | Aeropuerto Arturo Merino Benítez                                | Avianca / Gol Linhas Aéreas / LATAM Perú / Lufthansa / Scandinavian Airlines System                                                                           |
| Antofagasta               | Aeropuerto Andrés Sabella                                       | Aerolíneas Argentinas |
| Concepción                | Aeropuerto Internacional Carriel Sur                            | JetSMART Argentina |
| Punta Arenas              | Aeropuerto Internacional Presidente Carlos Ibáñez del Campo     | Aerolíneas Argentinas / Qantas |
| Colombia                  |                                                                 | |
| Bogotá                    | Aeropuerto Internacional El Dorado                              | LATAM Brasil |
| Ecuador                   |                                                                 | |
| Quito                     | Aeropuerto Internacional Mariscal Sucre                         | Aerolíneas Argentinas / LATAM Ecuador |
| Guayaquil                 | Aeropuerto Internacional José Joaquín de Olmedo                 | Aerolíneas Argentinas |
| Paraguay                  |                                                                 | |
| Asunción                  | Aeropuerto Internacional Silvio Pettirossi                      | Gol Linhas Aéreas / JetSMART Argentina / LATAM Paraguay |
| Uruguay                   |                                                                 | |
| Montevideo                | Aeropuerto Internacional de Carrasco                            | Aerolíneas Argentinas (Vuelo de temporada) / Air France / American Airlines / Avianca / LATAM Airlines / Scandinavian Airlines System / KLM / United Airlines |
| Trinidad y Tobago         |                                                                 | |
| Puerto España             | Aeropuerto Internacional de Piarco                              | Aerolíneas Argentinas |
| Venezuela                 |                                                                 | |
| Caracas                   | Aeropuerto Internacional de Maiquetía Simón Bolívar             | Aerolíneas Argentinas / Conviasa / Estelar Latinoamérica |
| Europa                    |                                                                 | |
| Alemania                  |                                                                 | |
| Múnich                    | Aeropuerto Internacional de Múnich-Franz Josef Strauss          | Aerolíneas Argentinas / Lufthansa |
| Fráncfort                 | Aeropuerto de Fráncfort del Meno                                | Aerolíneas Argentinas |
| Dinamarca                 |                                                                 | |
| Copenhague                | Aeropuerto de Copenhague-Kastrup                                | Scandinavian Airlines System |
| España                    |                                                                 | |
| Barcelona                 | Aeropuerto Josep Tarradellas Barcelona-El Prat                  | Aerolíneas Argentinas / Iberia |
| Santiago de Compostela    | Aeropuerto de Santiago de Compostela                            | Aerolíneas Argentinas |
| Francia                   |                                                                 | |
| París                     | Aeropuerto de París-Orly                                        | Aerolíneas Argentinas |
| Países Bajos              |                                                                 | |
| Ámsterdam                 | Aeropuerto de Ámsterdam-Schiphol                                | Aerolíneas Argentinas |
| Reino Unido               |                                                                 | |
| Londres                   | Aeropuerto de Londres-Heathrow                                  | Aerolíneas Argentinas |
| Londres                   | Aeropuerto de Londres-Gatwick                                   | Norwegian |
| Noruega                   |                                                                 | |
| Oslo                      | Aeropuerto de Oslo-Gardermoen                                   | Scandinavian Airlines System |
| Portugal                  |                                                                 | |
| Lisboa                    | Aeropuerto de Lisboa                                            | Aerolíneas Argentinas / TAP Portugal |
| Rusia                     |                                                                 | |
| Moscú                     | Aeropuerto Internacional de Moscú-Sheremétievo                  | Aeroflot |
| Suiza                     |                                                                 | |
| Zúrich                    | Aeropuerto de Zúrich                                            | Aerolíneas Argentinas / Edelweiss Air |
| Ginebra                   | Aeropuerto Internacional de Ginebra                             | Aerolíneas Argentinas |
| África                    |                                                                 | |
| Senegal                   |                                                                 | |
| Dakar                     | Aeropuerto Internacional Blaise Diagne                          | Aerolíneas Argentinas |
| Sudáfrica                 |                                                                 | |
| Ciudad del Cabo           | Aeropuerto Internacional de Ciudad del Cabo                     | Malaysia Airlines / Aerolíneas Argentinas |
| Johannesburgo             | Aeropuerto Internacional de Johannesburgo-Oliver Reginald Tambo | Malaysia Airlines / South African Airways / Aerolíneas Argentinas                                                                                             |
| Asia                      |                                                                 | |
| Catar                     |                                                                 | |
| Doha                      | Aeropuerto Internacional de Doha                                | Qatar Airways |
| Hong Kong                 |                                                                 | |
| Hong Kong                 | Aeropuerto Kai Tak                                              | Aerolíneas Argentinas |
| Malasia                   |                                                                 | |
| Kuala Lumpur              | Aeropuerto Internacional de Kuala Lumpur                        | Malaysia Airlines |
| Oceanía                   |                                                                 | |
| Australia                 |                                                                 | |
| Melbourne                 | Aeropuerto Internacional Tullamarine                            | Aerolíneas Argentinas |
| Sídney                    | Aeropuerto Internacional Kingsford Smith                        | Aerolíneas Argentinas / Qantas |
| Nueva Zelanda             |                                                                 | |
| Auckland                  | Aeropuerto Internacional de Auckland                            | Aerolíneas Argentinas / Air New Zealand |

## Estadísticas
Ver fuente y consulta Wikidata.
| Tráfico/Carga de Ezeiza | Tráfico/Carga de Ezeiza | Tráfico/Carga de Ezeiza | Tráfico/Carga de Ezeiza |
| --- | ----------------------- | ----------------------- | ----------------------- |
| \| Año \| Variación \| Pasajeros \| Carga (TM) \| \| ---- \| --------- \| ---------- \| ---------- \| \| 2022 \| 240,54 % \| 7.459.288 \| N/D \| \| 2021 \| 10,61 % \| 3.101.000 \| N/D \| \| 2020 \| 72,69 % \| 3 469 000 \| N/D \| \| 2019 \| 12,31 % \| 12 708 446 \| N/D \| \| 2018 \| 9,76 % \| 11 315 874 \| N/D \| \| 2017 \| 4,87 % \| 10 309 592 \| 25597 \| \| 2016 \| 7,15 % \| 9 831 127 \| 176 869 \| \| 2015 \| 5,77 % \| 9 127 908 \| 183 954 \| \| 2014 \| 0,55 % \| 8 600 877 \| 194 402 \| \| 2013 \| 3,82 % \| 8 553 372 \| 29704 \| \| 2012 \| 6,78 % \| 8 880 289 \| 210 054 \| \| 2011 \| 4,95 % \| 8 278 159 \| 24828 \| \| 2010 \| 0,72 % \| 7 868 071 \| 212 890 \| \| 2009 \| 2,56 % \| 7 924 759 \| 162 806 \| \| 2008 \| 7,87 % \| 8 127 942 \| 25506 \| \| 2007 \| 10,84 % \| 7 487 779 \| 24898 \| \| 2006 \| 4,64 % \| 6 675 961 \| 187 415 \| \| 2005 \| 12,54 % \| 6 365 989 \| 177 358 \| \| 2004 \| 12,15 % \| 5 567 544 \| 174 890 \| \| 2003 \| 16,42 % \| 4 891 038 \| 141 042 \| \| 2002 \| 26,97 % \| 4 087 553 \| 117 190 \| \| 2001 \| 19,39 % \| 5 190 283 \| 160 698 \| \| 2000 \| N/D \| 6 196 975 \| 198 291 \| |                         |                         |                         |
| Año | Variación               | Pasajeros               | Carga (TM)              |
| 2022 | 240,54 %                | 7.459.288               | N/D                     |
| 2021 | 10,61 %                 | 3.101.000               | N/D                     |
| 2020 | 72,69 %                 | 3 469 000               | N/D                     |
| 2019 | 12,31 %                 | 12 708 446              | N/D                     |
| 2018 | 9,76 %                  | 11 315 874              | N/D                     |
| 2017 | 4,87 %                  | 10 309 592              | 25597                   |
| 2016 | 7,15 %                  | 9 831 127               | 176 869                 |
| 2015 | 5,77 %                  | 9 127 908               | 183 954                 |
| 2014 | 0,55 %                  | 8 600 877               | 194 402                 |
| 2013 | 3,82 %                  | 8 553 372               | 29704                   |
| 2012 | 6,78 %                  | 8 880 289               | 210 054                 |
| 2011 | 4,95 %                  | 8 278 159               | 24828                   |
| 2010 | 0,72 %                  | 7 868 071               | 212 890                 |
| 2009 | 2,56 %                  | 7 924 759               | 162 806                 |
| 2008 | 7,87 %                  | 8 127 942               | 25506                   |
| 2007 | 10,84 %                 | 7 487 779               | 24898                   |
| 2006 | 4,64 %                  | 6 675 961               | 187 415                 |
| 2005 | 12,54 %                 | 6 365 989               | 177 358                 |
| 2004 | 12,15 %                 | 5 567 544               | 174 890                 |
| 2003 | 16,42 %                 | 4 891 038               | 141 042                 |
| 2002 | 26,97 %                 | 4 087 553               | 117 190                 |
| 2001 | 19,39 %                 | 5 190 283               | 160 698                 |
| 2000 | N/D                     | 6 196 975               | 198 291                 |

### Rutas Nacionales
| Clasificación | Variación del Escalafón | Ciudad                                                                      | Pasajeros (2017) | Pasajeros (2018) | Pasajeros (2019) | Variación % | Aerolíneas                                                    |
| ------------- | ----------------------- | --------------------------------------------------------------------------- | ---------------- | ---------------- | ---------------- | ----------- | ------------------------------------------------------------- |
| 1             | =                       | Córdoba (Aeropuerto Internacional Ingeniero Ambrosio Taravella)             | 152 112          | 167 443          | 225 478          | +34,66      | Aerolíneas Argentinas, Austral Líneas Aéreas                  |
| 2             | =                       | San Carlos de Bariloche (Aeropuerto Internacional Teniente Luis Candelaria) | 102 293          | 129 779          | 218 779          | +13,39      | Aerolíneas Argentinas, Austral Líneas Aéreas, LATAM Argentina |
| 3             | =                       | Mendoza (Aeropuerto Internacional Gobernador Francisco Gabrielli)           | 115 900          | 126 702          | 143 668          | +13,39      | Aerolíneas Argentinas, Austral Líneas Aéreas                  |
| 4             | =                       | Salta (Aeropuerto Internacional Martín Miguel de Güemes)                    | 58 679           | 71 678           | 120 224          | +67,73      | Aerolíneas Argentinas                                         |
| 5             | =                       | Puerto Iguazú (Aeropuerto Internacional de Puerto Iguazú)                   | 63 878           | 68 422           | 80 523           | +17,69      | Austral Líneas Aéreas, LATAM Argentina                        |
| 6             | 5                       | Tucumán (Aeropuerto Internacional Teniente Benjamín Matienzo)               | N/D              | 28 585           | 67 387           | +35,74      | Aerolíneas Argentinas                                         |
| 7             | 1                       | Ushuaia (Aeropuerto Internacional Malvinas Argentinas)                      | 60 835           | 53 597           | 61 815           | +15,33      | Aerolíneas Argentinas, LATAM Argentina                        |
| 8             | 1                       | Rosario (Aeropuerto Internacional Rosario Islas Malvinas)                   | 68 016           | 50 774           | 55 113           | +8,55       | Austral Líneas Aéreas                                         |
| 9             | 1                       | El Calafate (Aeropuerto Internacional Comandante Armando Tola)              | 29 923           | 49 409           | 49 678           | +0,54       | Aerolíneas Argentinas, Austral Líneas Aéreas, LATAM Argentina |
| 10            | 1                       | Mar del Plata Aeropuerto Internacional Astor Piazzolla                      | 36 140           | 47 561           | 42 098           | -11,49      | Austral Líneas Aéreas                                         |
| 11            | 1                       | Trelew (Aeropuerto Almirante Marcos A. Zar)                                 | 40 636           | 36 265           | 13 752           | -62,19      | Aerolíneas Argentinas                                         |

### Rutas Internacionales
| Clasificación | Variación del Escalafón | Ciudad                                       | Pasajeros (2017) | Pasajeros (2018) | Pasajeros (2019) | Variación % | Aerolíneas (2019)                                                                                     |
| ------------- | ----------------------- | -------------------------------------------- | ---------------- | ---------------- | ---------------- | ----------- | --- |
| 1             | 1                       | São Paulo (Guarulhos), Brasil                | 735 650          | 1 019 472        | 1 608 666        | +57,79      | Aerolíneas Argentinas, Austral Líneas Aéreas, Gol Linhas Aéreas, LATAM Brasil, Turkish Airlines.      |
| 2             | 1                       | Santiago, Chile                              | 1 123 350        | 1 055 882        | 1 411 987        | +33,73      | Aerolíneas Argentinas, Air Canada, Austral Líneas Aéreas, Sky Airline, LATAM Chile, KLM.              |
| 3             | 1                       | Madrid, España                               | 813 944          | 866 789          | 943 423          | +8,84       | Aerolíneas Argentinas, Air Europa, Iberia                                                             |
| 4             | 1                       | Miami, Estados Unidos                        | 995 836          | 903 057          | 858 068          | -4,98       | Aerolíneas Argentinas, American Airlines, LATAM Argentina (finalizó abril 2020)                       |
| 5             | =                       | Lima, Perú                                   | 881 591          | 852 814          | 783 268          | -8,15       | Aerolíneas Argentinas, LATAM Brasil, LATAM Ecuador, LATAM Perú.                                       |
| 6             | =                       | Río de Janeiro (Galeão), Brasil              | 652 010          | 761 575          | 779 552          | +2,36       | Aerolíneas Argentinas, Austral Líneas Aéreas, Gol Linhas Aéreas, LATAM Brasil, LATAM Paraguay         |
| 7             | =                       | Roma (Fiumicino), Italia                     | 331 440          | 350 563          | 355 630          | +1,45       | Aerolíneas Argentinas, Alitalia                                                                       |
| 8             | =                       | Nueva York (John F. Kennedy), Estados Unidos | 328 732          | 318 914          | 311 859          | -2,21       | Aerolíneas Argentinas, American Airlines                                                              |
| 9             | =                       | Ciudad de Panamá (Tocumen), Panamá           | 274 177          | 300 081          | 310 766          | +3,56       | Copa Airlines                                                                                         |
| 10            | =                       | Bogotá, Colombia                             | 369 720          | 284 420          | 305 108          | +7,27       | Aerolíneas Argentinas, Avianca                                                                        |
| 11            | 6                       | Asunción, Paraguay                           | 172 476          | 183 008          | 258 309          | +41,15      | Aerolíneas Argentinas, Austral Líneas Aéreas, Paranair                                                |
| 12            | 1                       | Fráncfort del Meno, Alemania                 | 235 229          | 229 223          | 232 632          | +1,49       | Lufthansa                                                                                             |
| 13            | 1                       | Ciudad de México, México                     | 195 523          | 205 009          | 214 500          | +4,63       | Aeromexico                                                                                            |
| 14            | 2                       | Santa Cruz de la Sierra (Viru Viru), Bolivia | 129 179          | 193 267          | 204 910          | +6,02       | Aerolíneas Argentinas, Boliviana de Aviación                                                          |
| 15            | 6                       | Barcelona, España                            | 184 552          | 159 240          | 195 696          | +22,89      | Level                                                                                                 |
| 16            | 1                       | París (Charles de Gaulle), Francia           | 191 857          | 190 832          | 192 432          | +0,84       | Air France                                                                                            |
| 17            | 5                       | Ámsterdam (Schiphol), Países Bajos           | 192 680          | 222 389          | 188 900          | -15,06      | KLM                                                                                                   |
| 19            | 1                       | Houston (Intercontinental), Estados Unidos   | 163 755          | 163 321          | 174 675          | +6,95       | United Airlines                                                                                       |
| 20            | 2                       | Londres (Heathrow), Reino Unido              | 174 870          | 180 604          | 174 145          | -3,58       | British Airways                                                                                       |
| 21            | 2                       | Atlanta, Estados Unidos                      | 169 570          | 173 557          | 157 197          | -9,43       | Delta Air Lines                                                                                       |
| 22            | =                       | Dallas (Fort Worth), Estados Unidos          | 160 679          | 153 777          | 157 056          | +2,13       | American Airlines                                                                                     |
| 23            | Nuevo                   | Campinas, Brasil                             | N/D              | N/D              | 139 096          | +Nuevo      | Azul                                                                                                  |
| 24            | =                       | Florianópolis, Brasil                        | 19807            | 135 948          | 133 638          | -1,70       | Aerolíneas Argentinas, Andes Líneas Aéreas, Austral Líneas Aéreas, GOL, LATAM Argentina, LATAM Brasil |
| 25            | 12                      | Belo Horizonte (Confins), Brasil             | 110 709          | 26315            | 123 531          | -40,13      | Azul                                                                                                  |
| 26            | =                       | Salvador de Bahía, Brasil                    | 74.632           | 17041            | 122 627          | +14,56      | Aerolíneas Argentinas, Andes Líneas Aéreas, GOL, LATAM Brasil                                         |
| 27            | 4                       | Porto Alegre, Brasil                         | 3046             | 84.218           | 113 468          | +34,73      | Aerolíneas Argentinas, Austral Líneas Aéreas                                                          |
| 30            | 5                       | Cancún, México                               | 113 633          | 119 718          | 19664            | -8,40       | Aerolíneas Argentinas                                                                                 |
| 33            | 9                       | Curitiba, Brasil                             | N/D              | 2139             | 63.558           | +2.871,30   | Aerolíneas Argentinas, Austral Líneas Aéreas                                                          |
| 35            | 3                       | Recife, Brasil                               | 39.293           | 61.504           | 47.636           | -22,55      | GOL, LATAM Brasil                                                                                     |
| 36            | Nuevo                   | Montevideo, Uruguay                          | N/D              | N/D              | 41.333           | +Nuevo      | Austral Líneas Aéreas                                                                                 |
| 37            | 1                       | Caracas, Venezuela                           | 17.788           | 31.244           | 33.857           | +8,36       | Estelar Latinoamérica                                                                                 |
| 38            | 10                      | Punta Cana, República Dominicana             | 87.541           | 98.646           | 31.351           | -68,22      | Aerolíneas Argentinas                                                                                 |
| 39            | 4                       | Porto Seguro, Brasil                         | 22.869           | 34.897           | 30.822           | -11,68      | Aerolíneas Argentinas, Andes Líneas Aéreas                                                            |
| 41            | 4                       | Fortaleza, Brasil                            | 15.405           | 14.484           | 15.456           | +6,71       | GOL                                                                                                   |
| 43            | 5                       | Natal, Brasil                                | 12.502           | 14.193           | 11.087           | -21,88      | GOL                                                                                                   |
| 45            | 6                       | Cayo Coco, Cuba                              | 11.085           | 10.236           | 8576             | -16,22      | Cubana de Aviación                                                                                    |
| 46            | 3                       | Joao Pessoa, Brasil                          | 4313             | 7149             | 7848             | +9,78       | GOL                                                                                                   |
| 47            | 6                       | Maceió, Brasil                               | 3413             | 9944             | 6945             | -30,16      | GOL                                                                                                   |
| 48            | 4                       | La Habana, Cuba                              | 6979             | 6163             | 6157             | -0,10       | Cubana de Aviación                                                                                    |
| 49            | 4                       | Cabo Frío, Brasil                            | 533              | 3306             | 5264             | +59         | Azul                                                                                                  |

### Cuota de mercado
| Clasificación | Aerolíneas            | Pasajeros | Cuota   |
| ------------- | --------------------- | --------- | ------- |
| 1             | Aerolíneas Argentinas | 3 683 567 | 29,00 % |
| 2             | LATAM Airlines Group  | 2 380 821 | 18,70 % |
| 3             | GOL                   | 849 036   | 6,70 %  |
| 4             | American Airlines     | 775 086   | 6,10 %  |
| 5             | Iberia/Level          | 650 844   | 6,10 %  |
| 6             | Avianca               | 400 296   | 3,10 %  |
| 7             | KLM                   | 318 986   | 2,50 %  |
| 8             | Copa Airlines         | 312 586   | 2,50 %  |
| 9             | United Airlines       | 292 642   | 2,30 %  |
| 10            | Azul (dejó de operar) | 282 455   | 2,20 %  |
| 11            | Lufthansa             | 233 082   | 1,80 %  |
| 12            | Aeroméxico            | 215 583   | 1,70 %  |
| 13            | Sky Airline           | 213 486   | 1,70 %  |
| 14            | Alitalia              | 194 770   | 1,50 %  |
| 15            | Air France            | 194 511   | 1,50 %  |
| 16            | Air Europa            | 191 815   | 1,50 %  |
| 17            | British Airways       | 168 132   | 1,30 %  |
| 18            | Delta Air Lines       | 157 846   | 1,20 %  |
| 19            | Turkish Airlines      | 136 046   | 1,10 %  |
| 20            | Boliviana de Aviación | 128 147   | 1,10 %  |
| 21            | Air Canadá            | 85 877    | 0,70 %  |
| 22            | Ethiopian Airlines    | 81 865    | 0,60 %  |
| 23            | Paranair              | 27 570    | 0,20 %  |
| 24            | Cubana de Aviación    | 15 182    | 0,10 %  |
| 25            | Andes Líneas Aéreas   | 14 715    | 0,10 %  |
| 26            | Otros                 | 38 375    | 0,30 %  |